# Teologia cristiana

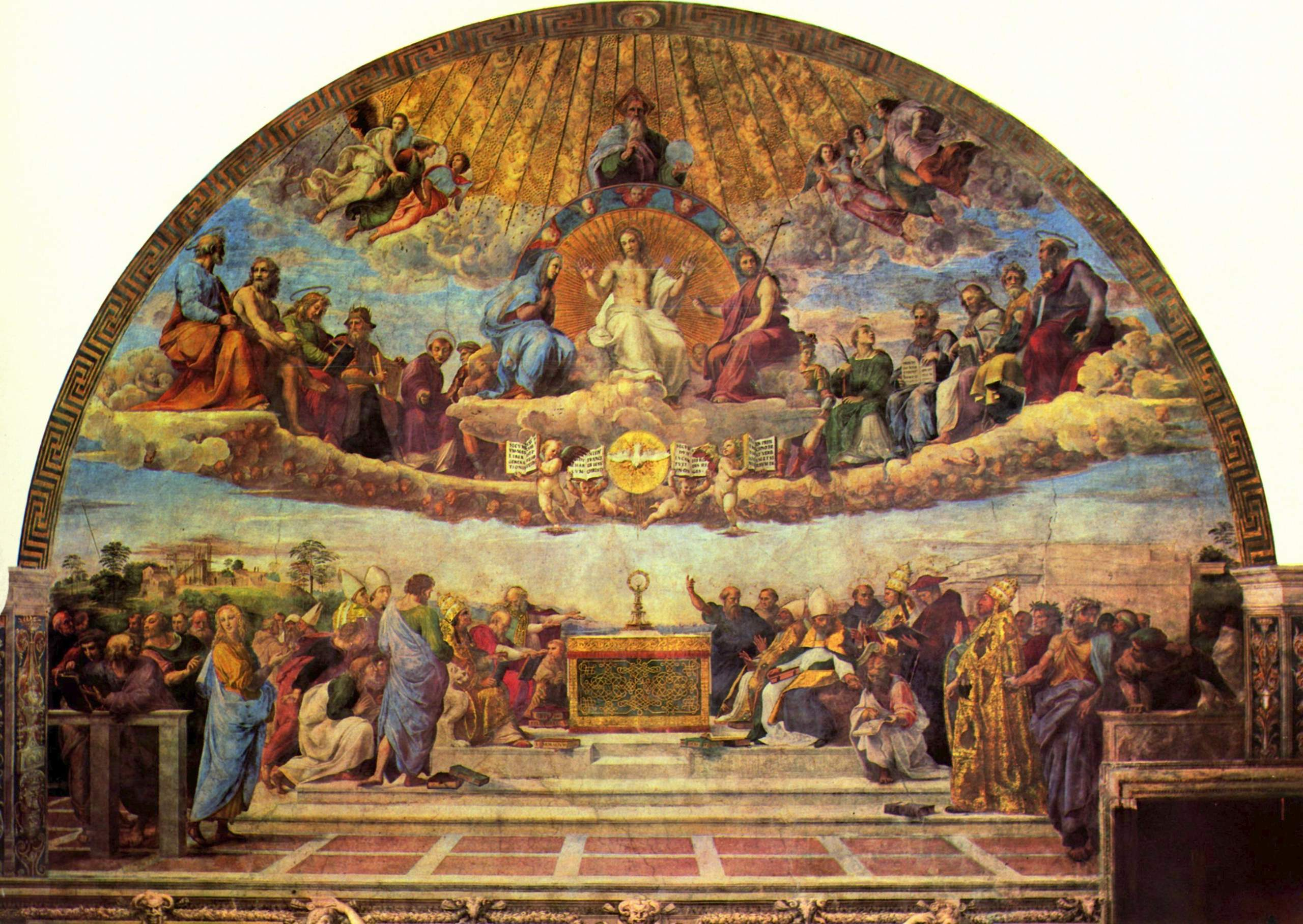
La teologia, ovvero Disputa del Sacramento (Raffaello)

La teologia cristiana è la disciplina che studia il Dio del Cristianesimo e il modo attraverso cui, secondo l'interpretazione cristiana, questi si relaziona con l'uomo nell'arco dell'intera storia della salvezza, culminata con la missione e il sacrificio redentore di Gesù.

## Definizione
Il termine teologia non compare come tale nelle Sacre Scritture, sebbene l'idea vi sia ampiamente presente. Il teologo Benjamin B. Warfield (1851-1921) propose la definizione divenuta classica: «La teologia è quella scienza che tratta di Dio e delle relazioni tra Dio e l'universo».
La teologia cristiana è l'esercizio della ragione sul messaggio della rivelazione accolto dalla fede. Alla base c'è, dunque, il rapporto tra fede e ragione che la tradizione cattolica, ma non solo, concepisce all'insegna della complementarità. Gli apologeti cristiani definivano infatti la propria fede come "vera filosofia", cioè come autentica risposta alle domande filosofiche.

Nell'enciclica Fides et ratio di Giovanni Paolo II si legge in proposito: 
(Fides et ratio, paragrafo 67)
In maggiore dettaglio, la teologia può essere definita come la disciplina che: 
- presenta una formulazione unificata della verità su Dio e dei Suoi rapporti con l'umanità e l'universo, così come vengono presentati dalla divina rivelazione;
- applica queste verità all'intera sfera della vita e del pensiero umani.

## Storia della teologia cristiana
Le prime forme di teologia cristiana si ebbero con i cosiddetti Padri Apostolici del II secolo, nessuno dei quali tuttavia rientra nel novero degli Apostoli di Gesù, appartenuti al secolo precedente. I Padri Apostolici affrontarono già in modo rilevante alcuni aspetti dell'argomento profetico-dottrinale del cristianesimo. Tra i documenti più preziosi che essi hanno lasciato vi era la Didaché, un testo contenente alcune indicazioni di natura educativa e morale.
Il primo incontro tra cristianesimo e pensiero greco si ebbe col discorso di Paolo di Tarso agli Ateniesi:
«Ateniesi, vedo che sotto ogni aspetto siete estremamente religiosi. Poiché, passando, e osservando gli oggetti del vostro culto, ho trovato anche un altare sul quale era scritto: «Al dio sconosciuto». Orbene, ciò che voi adorate senza conoscerlo, io ve lo annunzio. Il Dio che ha fatto il mondo e tutte le cose che sono in esso, essendo Signore del cielo e della terra, non abita in templi costruiti da mani d'uomo; e non è servito dalle mani dell'uomo, come se avesse bisogno di qualcosa; lui, che dà a tutti la vita, il respiro e ogni cosa. Egli ha tratto da uno solo tutte le nazioni degli uomini perché abitino su tutta la faccia della terra, avendo determinato le epoche loro assegnate, e i confini della loro abitazione, affinché cerchino Dio, se mai giungano a trovarlo, come a tastoni, benché egli non sia lontano da ciascuno di noi. Difatti, in lui viviamo, ci moviamo, e siamo, come anche alcuni vostri poeti hanno detto: «Poiché siamo anche sua discendenza». […] Dio dunque, passando sopra i tempi dell'ignoranza, ora comanda agli uomini che tutti, in ogni luogo, si ravvedano, perché ha fissato un giorno, nel quale giudicherà il mondo con giustizia per mezzo dell'uomo che egli ha stabilito, e ne ha dato sicura prova a tutti, risuscitandolo dai morti».
(Atti degli apostoli, 17, 16-31)

### I Padri apologisti
Fu solo con i primi Padri apologisti, tuttavia, che il pensiero cristiano cominciò ad assumere gradatamente le vesti della teologia, ovvero di un tentativo di pensare la divinità anche con gli strumenti della ragione, non tanto per rinforzare la fede, quanto allo scopo di difenderla dalle critiche nei suoi confronti. Nel clima cosmopolita dell'ellenismo greco-romano, inoltre, sempre più si era venuta a creare l'esigenza di distinguere l'autentico credo cristiano dagli apporti di altre dottrine. Il rapporto con la filosofia greca e pagana, in particolare, fu al centro di un vivo dibattito: già in precedenza Paolo di Tarso aveva più volte contrapposto la sapienza sofistica delle tradizioni umane alla sapienza divina, la quale egli invitava a conoscere con gli «occhi della mente». Un embrionale tentativo di fusione tra pensiero greco e religione mosaica era stato poi compiuto da Filone di Alessandria, generalmente ritenuto il primo ad aver interpretato in maniera platonica la Bibbia, e per questo considerato un precursore della Patristica.
In generale si può dire che il retaggio culturale pagano fu accolto dai primi cristiani con accenti diversi, senza identificare automaticamente i suoi sistemi di pensiero con il messaggio evangelico, ma anzi con una certa coscienza critica che ad esempio in Tertulliano si tramuta in aperta diffidenza. Egli infatti si domanda: «Che cosa hanno in comune Atene e Gerusalemme? Che cosa l'Accademia e la Chiesa?». Introducendo per la prima volta il concetto di Persona, Tertulliano sostenne che i dogmi della religione cristiana vanno sostenuti con convinzione tanto maggiore quanto meno risultino comprensibili alla ragione; tesi riassunta nell'espressione Credo quia absurdum («Credo perché è assurdo»).

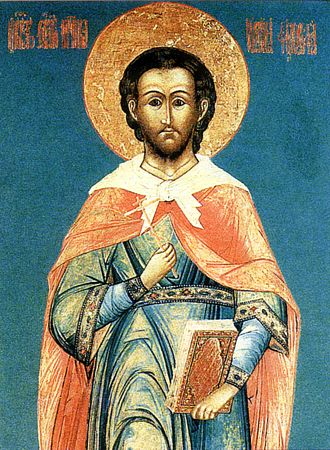
Giustino Martire

Altri apologisti si dimostrarono invece più aperti alla possibilità di un dialogo con la filosofia. Giustino ad esempio fu tra i primi teologi a identificare il Cristo incarnato con il Logos dei greci, termine che egli trovava adoperato nel prologo di Giovanni. Logos, tradotto in latino con Verbo, significava essenzialmente la ragione o il fondamento universale del mondo, ed era una concetto chiave in particolare della filosofia stoica e neoplatonica.

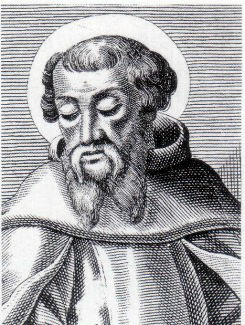
Ireneo di Lione

Anche Ireneo si mostrò disponibile ad accogliere alcuni princìpi generali del neoplatonismo, da lui giudicato affine al cristianesimo; d'altro lato egli mise in guardia dall'insorgere di correnti gnostiche in ambito cristiano, piuttosto diffuse allora, e nelle quali era prevalente l'aspetto ascetico ed esoterico, col tempo divenuto comunque patrimonio della Chiesa stessa. Ireneo, avversando il pessimismo gnostico volto a svalutare le realtà corporee, fu il primo teologo ad utilizzare il princìpio della successione apostolica per confutare i suoi oppositori, evidenziando una linea di continuità che nasce con Gesù, attraversa gli apostoli e prosegue tramite l'opera dei Vescovi. Questo ordine sacro rappresenta una vera e propria Tradizione, in possesso delle seguenti caratteristiche:
- essa ha un carattere pubblico, a differenza di quello segreto delle correnti gnostiche;[9]
- ha un carattere unitario, mentre le sette sono molteplici e diverse;[10]
- è guidata dallo Spirito Santo, cioè dallo spirito di Dio, e quindi non trasmette insegnamenti umani per quanto dotti o intelligenti.[11]

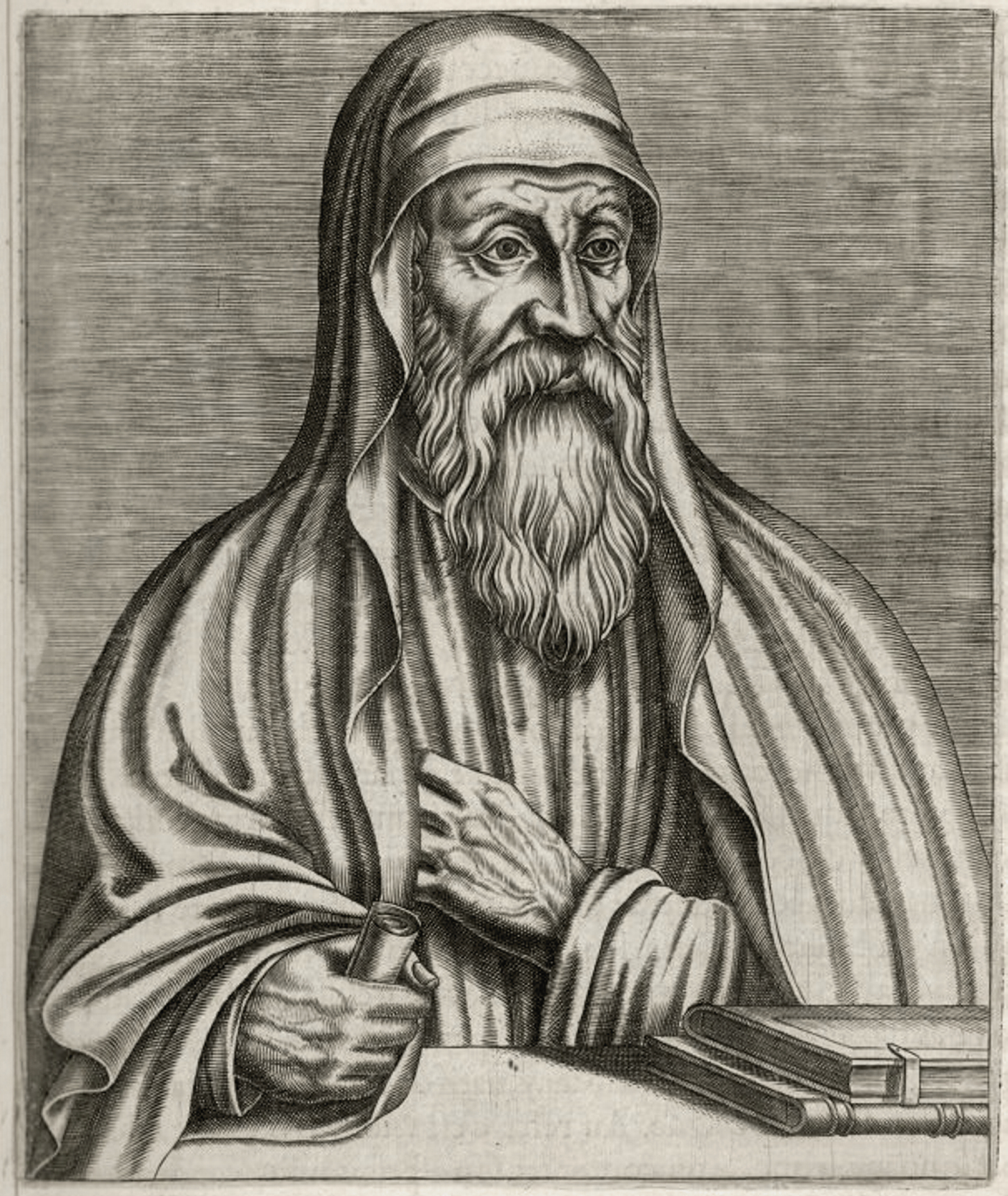
Origene Adamantio

(Ireneo, Adversus haereses, III, 3,1: PG 7,848)

### I primi sistemi teologici
Tra coloro che si dedicarono alla formulazione di un primo grande sistema di filosofia figurò invece Clemente Alessandrino; come Giustino, anche Clemente arrivò a sostenere che Dio aveva dato la filosofia ai Greci «come un Testamento loro proprio». Per lui la tradizione filosofica greca, quasi al pari della Legge mosaica per gli Ebrei, è ambito di "rivelazione": sono due rivoli che in definitiva vanno verso lo stesso Logos. Raccogliendo la sua eredità, Origene Adamantio impresse una svolta decisiva alla teologia cristiana, rifondandola come esegesi e spiegazione delle Scritture. Secondo Eusebio di Cesarea, Origene «insegnò che la condotta deve corrispondere esattamente alla parola, e fu soprattutto per questo che, aiutato dalla grazia di Dio, indusse molti ad imitarlo»
Origene fu inoltre tra i primi a utilizzare il termine homooùsios («consustanziale») per indicare il rapporto di processione esistente fra le tre Persone della Trinità, in un'ottica tuttavia non di piena parità, ma di subordinazione del Figlio rispetto al Padre; i suoi insegnamenti furono ripresi in seguito da Gregorio Nazianzeno che si espresse invece in favore di una pari dignità delle tre Persone divine, concetto quindi fatto proprio dal Concilio di Nicea (325), il quale stabilì:
- la dottrina dell'homooùsion,[14] cioè della consustanzialità del Padre e del Figlio, con cui si negava che il Figlio fosse creato (genitum, non factum), e che la sua esistenza fosse posteriore al Padre (ante omnia saecula);
- la nascita virginale di Gesù, che venne così ufficialmente definita: «[Gesù] nacque da Maria Vergine»;
- la condanna in tutti i suoi aspetti dell'arianesimo, il quale sosteneva in particolare che Gesù non avesse natura divina come il Padre.

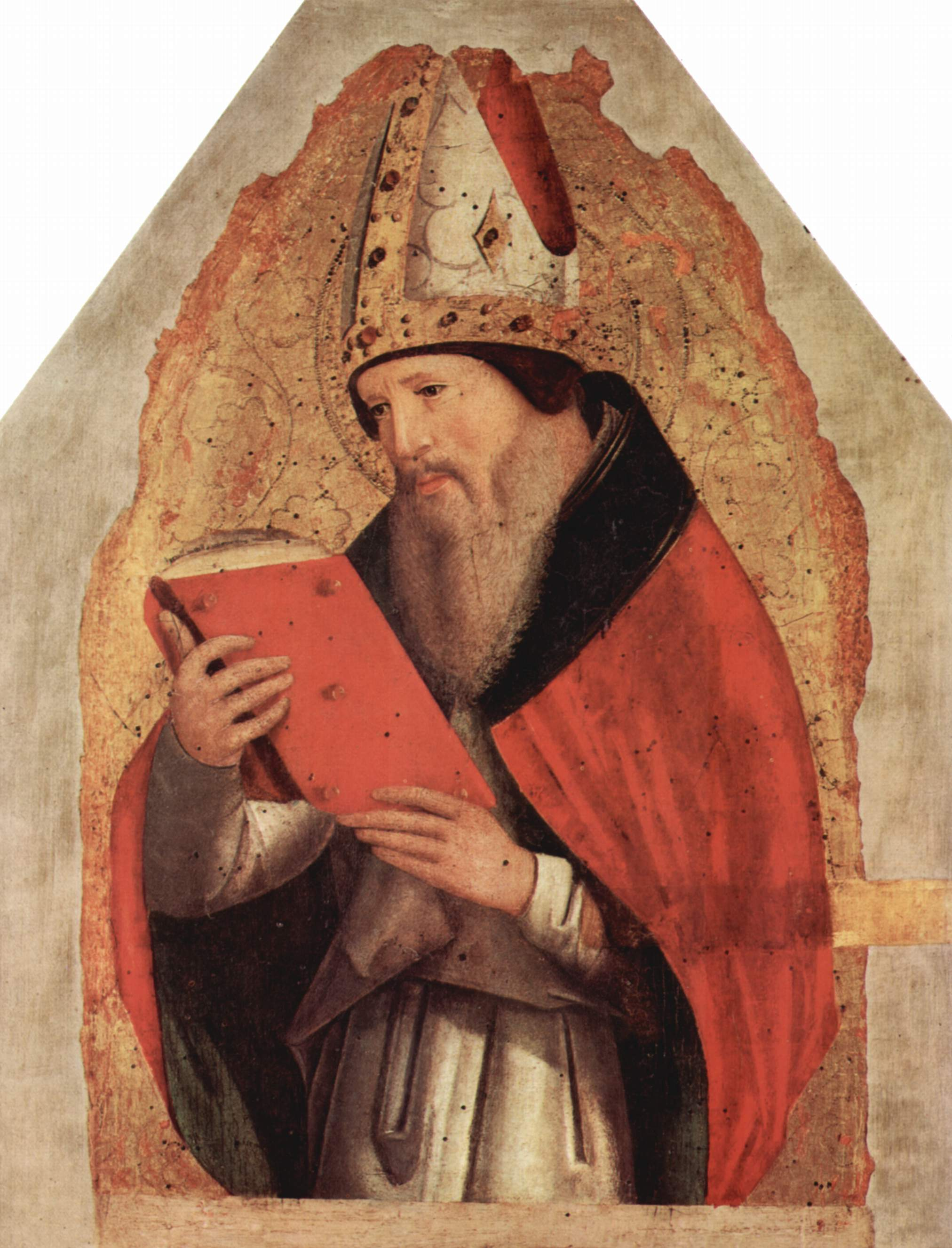
Agostino d'Ippona

Il tema della consustanzialità delle tre Persone fu quindi ripresa da Agostino d'Ippona, oggi ritenuto il maggiore esponente della Patristica. Egli divenne un vescovo neoplatonico, e operò una delle più notevoli sintesi tra la filosofia greca e la fede cristiana, riprendendo soprattutto da Plotino il tema delle tre nature o ipostasi divine (Uno, Intelletto e Anima) e identificandole con le tre Persone della Trinità cristiana (Padre, Figlio e Spirito Santo), ma concependo il loro rapporto di processione non più in senso degradante, ma appunto in un'ottica di parità.
Secondo Agostino ci sono dei limiti oltre i quali la ragione non può andare, ma Dio può scegliere di illuminare con la fede l'anima dei suoi eletti, riuscendo a placare la loro sete di conoscenza. Agostino riprese da Plotino anche la concezione del male come semplice privazione dell'Essere, cioè di Dio: il male è dovuto perciò unicamente alla disobbedienza umana. A causa del peccato originale nessun uomo è degno della salvezza, ma Dio può scegliere in anticipo chi salvare, tramite il ricorso alla grazia; ciò non toglie che noi possediamo comunque un libero arbitrio.
Con Agostino emerse tuttavia, su questo punto, una differenza peculiare della filosofia cristiana rispetto a quella greca, nella quale era certamente presente l'idea della contrapposizione tra bene e male, ma era assente la nozione del peccato, per cui non c'era una visione lineare della storia come percorso di riscatto verso la salvezza. Agostino invece ebbe presente come la lotta tra bene e male si svolge soprattutto nella storia. Ciò comportò anche una riabilitazione della dimensione terrena rispetto al giudizio negativo che ne aveva dato il platonismo. Ora anche il mondo e gli enti corporei hanno un loro valore e significato, in quanto frutti dell'amore di Dio. Si tratta di un Dio vivo e Personale che sceglie volontariamente di entrare nella storia umana. All'amore ascensivo tipico dell'eros greco, Agostino affiancò pertanto l'amore discensivo di Dio per le sue creature, proprio dell'agape cristiano.

### L'ultima patristica
Il sistema di grazia formulato da Agostino diede vita a quasi un secolo di dispute (430-529), che terminò con il trionfo dell'agostinismo moderato. Il concilio di Efeso, già nel 431, oltre a occuparsi di una serie di questioni cristologiche con cui condannava il nestorianesimo (assertore di una rigida separazione tra natura umana e divina di Gesù), aveva ribadito la condanna del pelagianesimo. I Semipelagiani del sud della Francia tuttavia non riuscivano a concepire la predilezione di Dio per l'eletto e, per confutare l'opera di Agostino, si valsero, a volte, delle esagerate formulae di san Fulgenzio, o delle teorie di alcuni, isolati, predestinazionisti come, per esempio, Lucido, che fu condannato dal concilio di Arles (475). Tuttavia, la moderazione di Prospero d'Aquitania e le tesi conciliatrici contenute nell'appello a tutti dell'ignoto autore del De Vocatione omnium gentium, aprirono la strada ad un accordo. In virtù di tale accordo, san Cesario di Arles ottenne da papa Felice IV una serie di Capitula che furono solennemente promulgati ad Orange, e costituirono la consacrazione al trionfo dell'agostinismo (529).

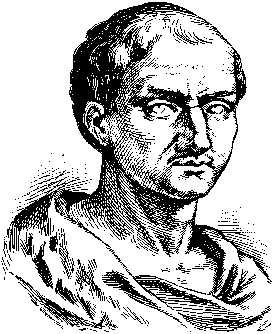
Boezio

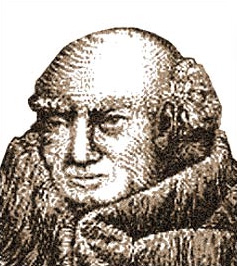
Scoto Eriugena

L'ultimo periodo della patristica consistette più che altro nella rielaborazione di dottrine già formulate. Tra i più originali vi fu Boezio, ritenuto uno dei fondatori della scolastica e della disputa sugli universali, riguardante la definizione delle essenze attribuibili a generi e specie universali. Boezio suddivise in particolare la filosofia in tre tipi di esseri:
Gli intellettibili sono gli esseri immateriali, concepibili solo dall'intelletto, senza l'ausilio dei sensi, come Dio, gli angeli, le anime; il ramo della filosofia che di questi si occupa è propriamente la teologia. Gli intelligibili sono invece gli intellettibili calati nelle realtà materiali, le quali vengono percepite dai sensi pur essendo sempre concepibili dall'intelletto. La natura è infine oggetto della fisica, suddivisa in sette discipline: quelle del quadrivium - aritmetica, geometria, musica e astronomia - e del trivium - grammatica, logica e retorica.
Nello Pseudo-Dionigi l'Areopagita si trova invece la prima esplicita distinzione tra teologia negativa e teologia affermativa: mentre quest'ultima arriva a Dio tramite un progressivo accrescimento di tutte le qualità finite dei singoli oggetti, la prima al contrario procede per decrescita e diminuzione fino ad eliminare ogni contenuto dalla mente, poiché Dio, essendo superiore a tutte le realtà possibili e immaginabili, non è identificabile con nessuna di esse. Si notano in lui gli influssi del neoplatonismo agostiniano.
Anche l'irlandese Scoto Eriugena, teologo di epoca carolingia e autore del Periphyseon (o De divisione naturae), riprese la riflessione tipicamente agostiniana sul rapporto dualistico e complementare tra fede e ragione che in Dio necessariamente coincidono, risolvendolo in un cerchio; privilegiando la via negativa, egli vedeva Dio come superiore sia all'essere che al non-essere, come il punto in cui il dualismo della realtà si ricompone in unità. Egli seguì pertanto l'interpretazione di Dionigi l'Areopagita, del quale tradusse in latino il Corpus Areopagiticum, e del quale ribadì la concezione che le idee platoniche sussistono nel Verbo ma non coincidono con esso: sono infatti opera del Padre. Ritenendo gli universali ante rem, Scoto Eriugena prese quindi posizione a favore del realismo estremo nella disputa sugli universali.

### La teologia scolastica

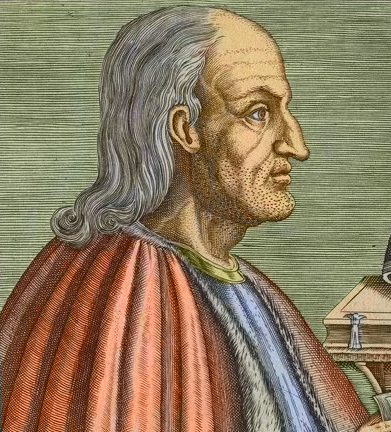
Anselmo d'Aosta

A partire dall'anno Mille è particolarmente significativa la nascita della filosofia scolastica, così chiamata dall'istituzione delle scholae, ossia di un sistema scolastico-educativo diffuso in tutta Europa, e che garantiva una sostanziale uniformità di insegnamento. Padre della Scolastica è generalmente considerato l'abate benedettino Anselmo d'Aosta, poi divenuto arcivescovo di Canterbury, che cercò una convergenza tra fede e ragione nel solco della tradizione platonica e agostiniana. Le sue due opere principali vertono sull'argomento ontologico dell'esistenza di Dio, che nel Monologion viene da lui trattato a posteriori partendo dalla considerazione che, se qualcosa esiste, occorre ammettere un Essere supremo come principio della catena ontologica che lo rende possibile. Nel Proslogion, invece, Anselmo espone una prova a priori, in base alla quale Dio è l'Ente massimo di cui non si può pensare nulla di più grande; chi nega che a questo concetto dell'intelletto corrisponda una realtà, necessariamente si contraddice, perché allora si potrebbe pensare che l'Ente massimo sia minore di qualcosa ancora più grande che abbia anche l'esistenza.
(Anselmo d'Aosta, Proemio e nn. 1.15: 226; 235)
Anselmo fu un sostenitore della realtà degli universali come ante rem, cioè appunto a priori, precedenti l'esperienza. La sua posizione fu appoggiata da Guglielmo di Champeaux (esponente di un realismo oggi assimilabile più che altro all'idealismo), ma avversata da Roscellino, fautore invece di un nominalismo estremo con cui giungeva a sostenere che le tre Persone della Trinità fossero tre realtà fra loro distinte, per quanto identiche per il potere e la volontà: la loro comune essenza, la divinità, era dunque solo un nome, un flatus vocis. Roscellino fu per questo accusato di triteismo. Nella polemica si inserì anche Pietro Abelardo, più favorevole al concettualismo, dando luogo a una disputa che fu il tratto caratteristico della Scolastica, protraendosi per vari secoli e fu all'origine per certi versi della filosofia moderna.
La nascita della Scolastica aveva permesso intanto lo sviluppo di una nuova forma di sapere più autonoma rispetto all'ambiente monastico in cui la teologia cristiana era cresciuta fino allora, andando adesso a stabilire le proprie sedi nelle scuole annesse alle cattedrali, o nelle Università come quelle di Bologna e Parigi. Quest'ultima in particolare divenne centro internazionale degli studi teologici. Tra gli istituti di nuova formazione acquistò notevole prestigio la scuola di Chartres, che si richiamava al pensiero neoplatonico di Agostino d'Ippona e di Boezio. Nell'ambito della disputa sugli universali gli scolastici di Chartres sostennero che le idee sono del tutto a priori, essendo creature del Padre, mentre sul piano cosmologico seguirono l'interpretazione data da Calcidio al Timeo di Platone, identificando lo Spirito Santo con la platonica Anima del mondo, secondo la tesi fatta propria già da Abelardo. Ammettendo però l'immanenza dello spirito nella Natura, questa fu concepita come una totalità organica e indipendente, oggetto di studi separati rispetto alla teologia.

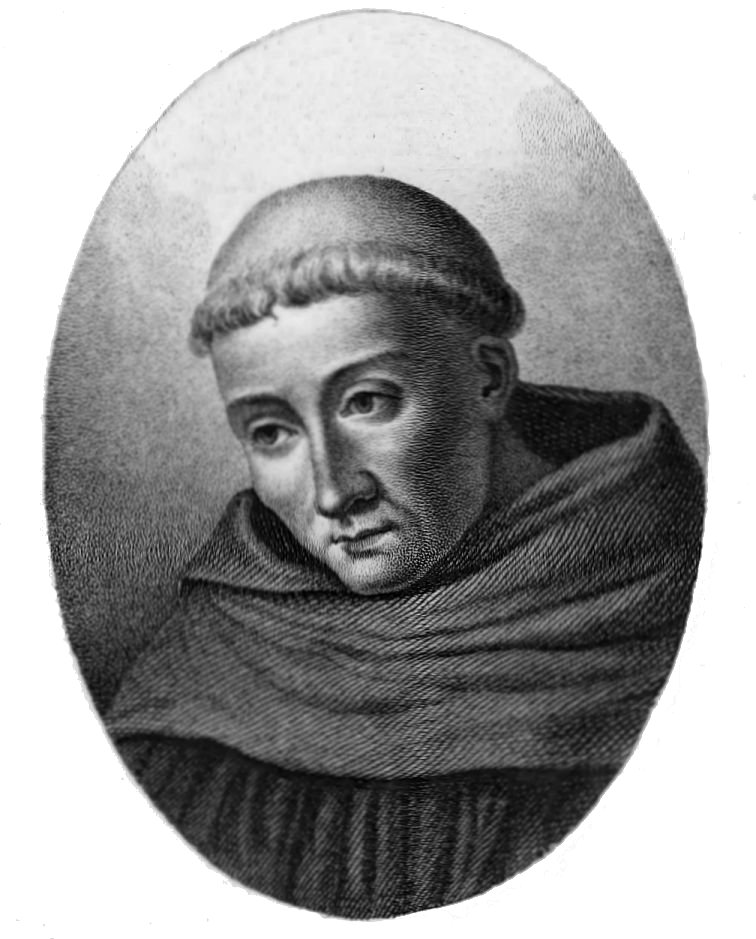
Bernardo di Chiaravalle

Contemporaneamente, presero vita anche nuovi fermenti religiosi miranti a rinnovare la Chiesa, come la Congregazione dei monaci Cluniacensi sviluppatasi intorno all'anno Mille, o l'Ordine dei Monaci Cistercensi, che assunse straordinario incremento e vigore grazie all'opera di Bernardo di Chiaravalle. Questi propose una via mistica alla speculazione teologica: secondo Bernardo l'unico modo per giungere alla verità consiste nella pratica della contemplazione e della preghiera, e non nell'astratto ragionamento. A lui si contrappose Pietro Abelardo, il quale sosteneva invece che «non si può credere in nulla se prima non lo si è capito».
Agli inizi del Duecento nacquero altri due nuovi movimenti, uno fondato dallo spagnolo Domenico di Guzmán, la cui predicazione di basava sull'efficacia degli argomenti e la forza della persuasione, l'altro da Francesco d'Assisi, che mirava invece a convertire tramite un esempio di vita umile, semplice, e in armonia con la natura. Questi movimenti si diffusero soprattutto nelle città e a contatto con le loro scuole che erano divenute i nuovi centri della cultura medievale.

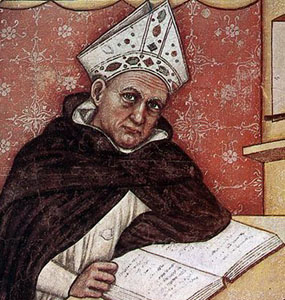
Alberto Magno, patrono dei teologi cattolici

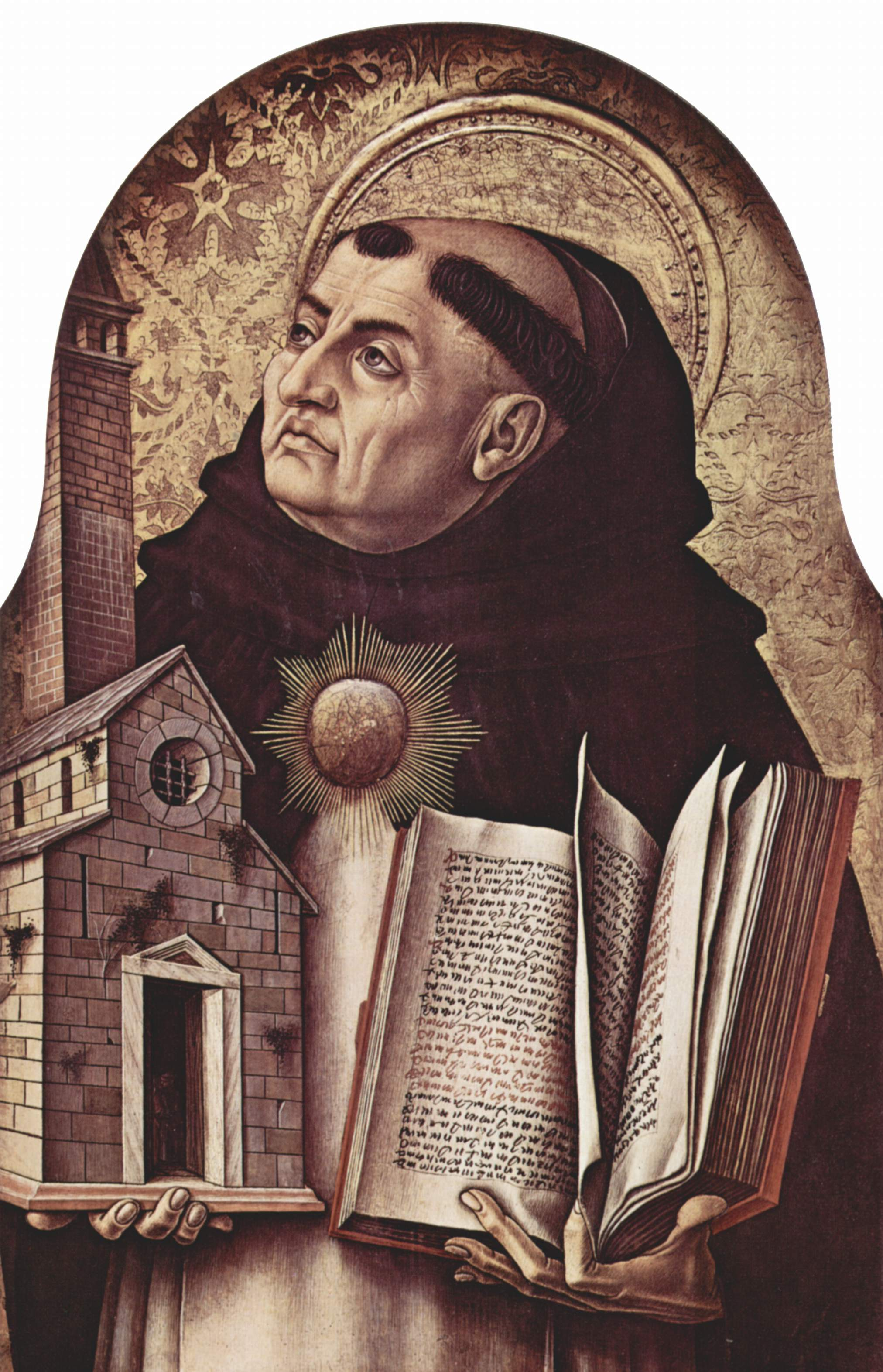
Tommaso d'Aquino

Furono ad esempio due frati domenicani, Alberto Magno e Tommaso d'Aquino, a dare un contributo fondamentale allo sviluppo della teologia Scolastica. Autore di un imponente commento alla Metafisica di Aristotele, Alberto Magno fu tra i primi a recepire l'influsso dell'aristotelismo arabo all'interno del Cristianesimo, ridimensionando il ruolo che l'agostinismo aveva avuto fino allora, e provocando accese dispute quando alcuni concetti di derivazione averroistica (come la negazione dell'immortalità dell'anima o dell'origine creazionistica del mondo) sembravano porsi in contrasto con l'ortodossia cristiana. Per la prima volta egli introdusse allora una distinzione fra l'ambito della fede, di cui si occupa la teologia, e quello della scienza, in cui opera la ragione, pur cercando sempre un punto di incontro tra questi due campi. Alla fede assegnò Agostino come massima autorità, e alla scienza Aristotele, accolto però sempre da un punto di vista critico. Si può dire che Alberto Magno diede alla teologia cristiana la forma e il metodo che, sostanzialmente, si sono conservati fino ai giorni nostri. Uomo dotato di grande genio e cultura, visse con profonda devozione religiosa il suo impegno dottrinale.
Discepolo di Alberto fu Tommaso, il quale analogamente, di fronte all'avanzare dell'aristotelismo arabo che sembrava voler mettere in discussione i capisaldi della fede cristiana, mostrò che quest'ultima non aveva nulla da temere, perché le verità della ragione non possono essere in contrasto con quelle della Rivelazione, essendo entrambe emanazione dello stesso Dio.
Secondo Tommaso non c'è contraddizione tra fede e ragione, per cui spesso la filosofia può giungere alle stesse verità contenute nella Bibbia; per esempio, si può arrivare a conoscere l'esistenza di Dio sia attraverso la fede, sia attraverso la ragione e l'osservazione basata sui sensi. Come il suo maestro, anche Tommaso cercò di conciliare la rivelazione cristiana con la dottrina di Aristotele, il quale, partendo dallo studio della natura, dell'intelletto e della logica, aveva sviluppato delle conoscenze sempre valide e universali, facilmente assimilabili dalla teologia cristiana, dal momento che la verità oggettiva, come del resto insegnava lo stesso filosofo greco, è tale proprio in quanto rimane sempre uguale in ogni epoca e luogo. Così era ad esempio nelle scienze naturali, per le quali esisteva un perenne passaggio dalla potenza all'atto che strutturava gerarchicamente il mondo secondo una scala ascendente che va dalle piante agli animali, e da questi agli uomini, fino agli angeli e a Dio, che in quanto motore immobile dell'universo è responsabile di tutti i processi naturali. Le intelligenze angeliche hanno una conoscenza intuitiva e superiore, che permette loro di sapere immediatamente ciò a cui noi invece dobbiamo arrivare tramite l'esercizio della ragione.
L'opera fondamentale di Tommaso d'Aquino, la Summa Theologiae, fu da lui concepita alla stegua del processo di edificazione delle grandi cattedrali europee: come la teologia ha lo scopo di rendere trasparenti alla ragione i fondamenti della fede, così l'architettura, in particolare quella delle chiese romaniche del Duecento, diventò lo strumento collettivo per l'educazione del popolo e della sua partecipazione alla Verità rivelata.

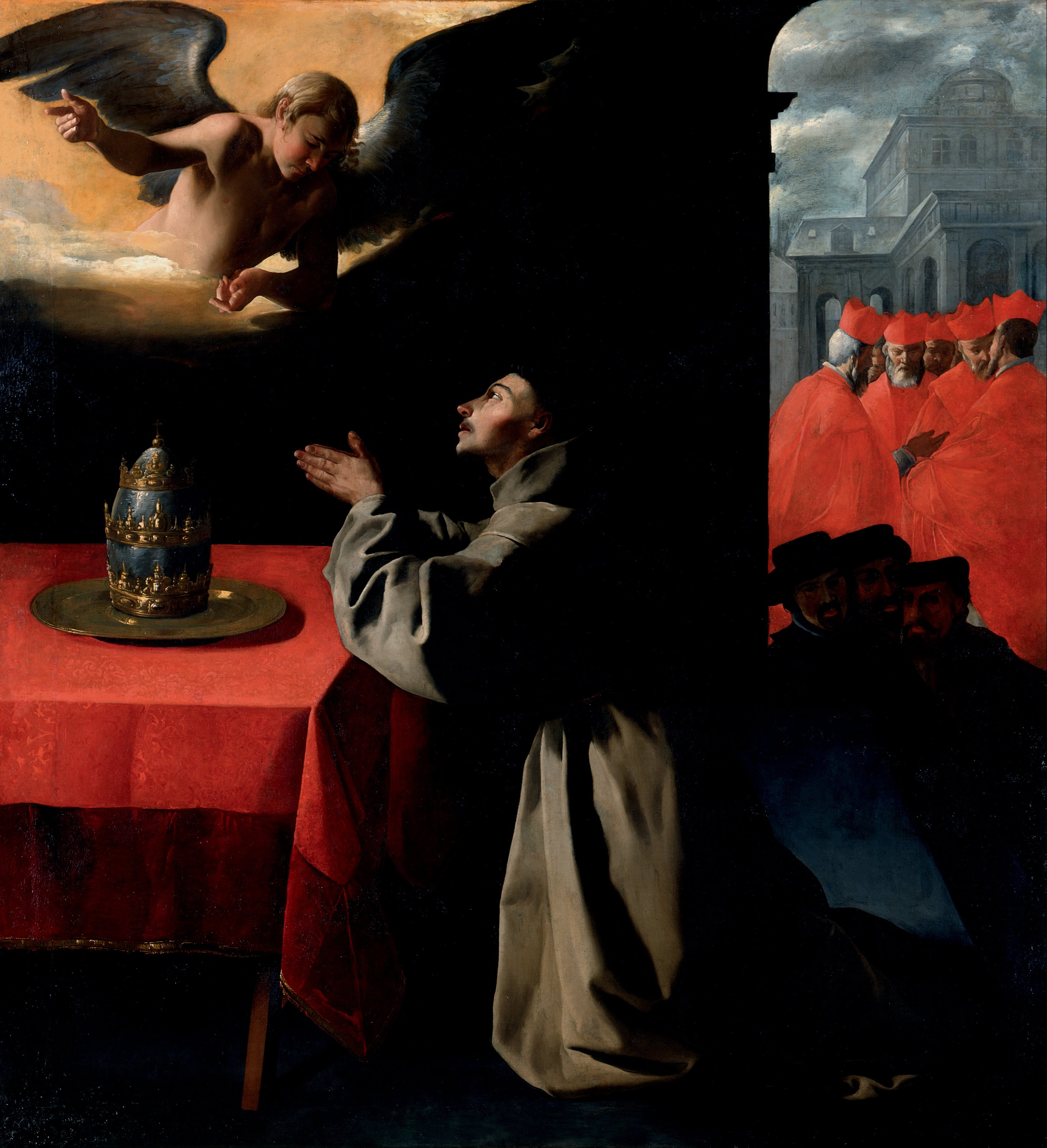
Bonaventura da Bagnoregio

Mentre Tommaso contribuiva così alla rinascita e alla diffusione dell'aristotelismo nell'Europa cristiana, il suo contemporaneo Bonaventura di Bagnoregio fu invece il maggiore esponente della corrente neoplatonica. Nella riflessione di Bonaventura, speculare sotto certi aspetti a quella di Tommaso, non si trovano monumentali architetture razionali, bensì il prevalere di un sentimento mistico ispirato alla religiosità di San Francesco d'Assisi. In lui permase centrale il tema agostiniano dell'illuminazione divina, sia pure riservato ai soli concetti spirituali. Secondo Bonaventura infatti, mentre la sensibilità è strumento opportuno per l'anima, che attraverso la realtà empirica giunge alla formazione dei concetti universali, per la conoscenza dei principi spirituali occorre l'illuminante grazia divina.
La via dell'illuminazione è dunque quella che porta a cogliere le essenze eterne, e ad alcuni permette persino di accostarsi a Dio. L'illuminazione guida anche l'azione umana, in quanto solo essa determina la sinderesi, cioè la disposizione pratica al bene. Permane qui, com'è chiaro, il valore conoscitivo e morale del mondo ideale platonico ma il tutto è trasfigurato dall'esigenza religiosa della salita dell'uomo verso Dio.

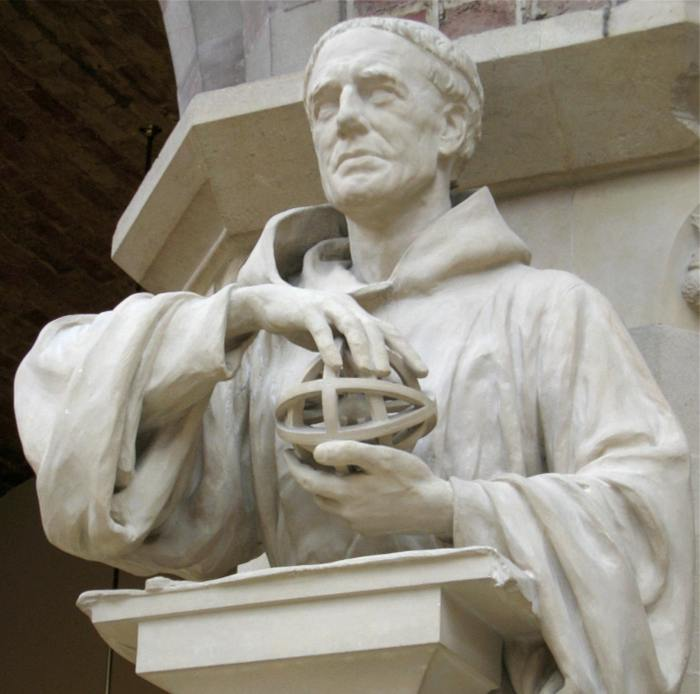
R. Bacone

Mentre Tommaso e Bonaventura insegnarono soprattutto a Parigi, altre scuole crebbero di rinomanza, come quelle di Oxford e di Colonia. Il più importante maestro di Oxford fu Ruggero Bacone, che rifacendosi alla distinzione introdotta dagli aristotelici tra scienza e fede, individuò due diverse fonti della conoscenza: la ragione, la quale però si basa sempre su un sapere mediato, e l'intuizione, che invece attinge immediatamente al dato. Quest'ultimo può essere di natura mistica, se concerne le verità teologiche della Rivelazione, oppure sperimentale, se attinente alle verità del mondo naturale. La distinzione tra questi due ambiti, che fu anticipata nei suoi sviluppi anche dalla scuola di Chartres, tenderà col tempo ad accentuarsi sempre più.

### Crisi della Scolastica
La disputa sugli universali aveva intanto trovato una soluzione nel compromesso elaborato da Alberto Magno e Tommaso d'Aquino, sostenitori del realismo moderato, secondo cui gli universali sono:
- ante rem, cioè esistono prima della realtà, nella mente di Dio, come le idee platoniche;
- in re, essendo anche all'interno degli oggetti stessi, come loro essenza reale (immanenza);
- post rem, diventando un prodotto reale della nostra mente, che svolge quindi una funzione autonoma nell'elaborazione dei concetti indipendentemente dalla realtà.

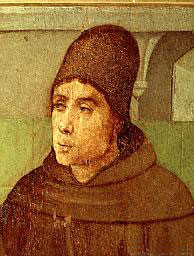
Duns Scoto

Nella questione tuttavia si inserì il teologo scozzese Duns Scoto, che sollevò il problema dell'haecceitas, ossia dell'essenza che determina un particolare oggetto in un certo modo (hic et nunc) rendendolo "questo qui". Degli universali che sono all'origine delle singole realtà, secondo Scoto, non si può dire nulla, essendo impossibile stabilire il perché del loro essere così e non diversamente. In tal modo, Duns Scoto sottolineò anche l'aspetto apofatico e ignoto di Dio, sostenendo l'esistenza di un limite intrinseco di ogni sapere umano: se la logica vuole essere consistente, deve rinunciare a indagare ciò che per sua natura non può avere una risposta razionale. Egli affermava bensì, sulla scia di Parmenide, la necessità di essere dell'Essere, ma l'impossibilità di necessitarne il contenuto, di dargli cioè un predicato razionalmente giustificabile.
Si aprì così la strada a una sostanziale sfiducia nella ragione umana di poter indagare i misteri della fede, laddove invece la caratteristica peculiare della filosofia medievale era stata proprio l'assimilazione di Dio alla Logica, in virtù del fatto che Dio nei Vangeli era presentato come Logos (Princìpio logico). Scoto in particolare fu un assertore della dottrina del volontarismo, secondo cui Dio sarebbe animato da una volontà incomprensibile e arbitraria, del tutto slegata da criteri razionali che ne limiterebbero la libertà d'azione. Questa posizione ebbe come conseguenza un crescente fideismo, ossia una fiducia cieca in Dio, non motivata da argomenti.

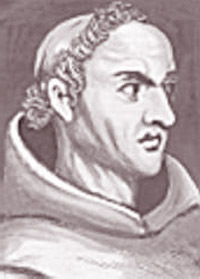
Occam

Al fideismo aderì soprattutto Guglielmo di Ockham, esponente della corrente nominalista, all'interno della quale egli giunse a negare alla Chiesa il ruolo di mediazione tra Dio e gli uomini. Basandosi su una concezione riduzionista del sapere (all'origine del suo famoso rasoio), Occam criticò i concetti di causa e di sostanza, da lui giudicati metafisici, in favore di un approccio empirico alla conoscenza. Radicalizzando la teologia di Scoto, affermò che Dio non ha creato il mondo per «intelletto e volontà» come sosteneva Tommaso d'Aquino, ma per sola volontà, e dunque in modo arbitrario, senza né regole né leggi. Come Dio, anche l'essere umano è del tutto libero, e solo questa libertà può fondare la moralità dell'uomo, la cui salvezza però non è frutto della predestinazione, né delle sue opere. È soltanto la volontà di Dio che determina, in modo del tutto inconoscibile, il destino del singolo essere umano.
Giovanni Buridano riprese inizialmente le tesi di Occam, cercando poi di conciliarle con la fisica aristotelica.
In Germania, intanto, Meister Eckhart poneva le basi della mistica speculativa tedesca, accentuando per parte sua il carattere misterioso e imperscrutabile di Dio, elaborando una teologia negativa radicalmente apofatica. Secondo Eckhart, Dio genera se stesso e il proprio Figlio negli uomini, in un atto creativo continuo e ininterrotto. Di qui il suo insegnamento rivolto alla cura dell'anima e della preghiera contemplativa: «L'occhio, nel quale io vedo Dio, è lo stesso occhio, da cui Dio mi vede; il mio occhio e l'occhio di Dio sono un solo occhio ed una sola conoscenza»; «Chi ha realizzato Dio sente il gusto di tutte le cose in Dio».
Affini al misticismo di Eckhart furono i toni utilizzati dall'anonimo autore inglese della Nube della non conoscenza, in cui si sono riscontrati molti punti di contatto e di convergenza, pur nella diversità di molti presupposti, con la meditazione del Buddhismo Zen. Nel testo si parla di una caligo ignorantiae, ma l'immagine della nube è certamente di derivazione biblica, in quanto vi si trovano numerosi passi della Bibbia in cui Dio è rappresentato «avvolto da nubi e tenebre», e di cui si dice che «risiede nella nube».

### Rinascita umanistica della teologia
Nel XIV secolo la corrente realista e quella nominalista avevano preso a diversificarsi sempre più, fino a dare origine a due distinti filoni di pensiero, che lacerarono la Scolastica, gettandola in una crisi che fu aggravata dalla perdita di autonomia politica del clero a causa della cattività avignonese. Le uniche riflessioni in ambito realista consistettero quindi in riformulazioni della teologia precedente basate sul principio di autorità.

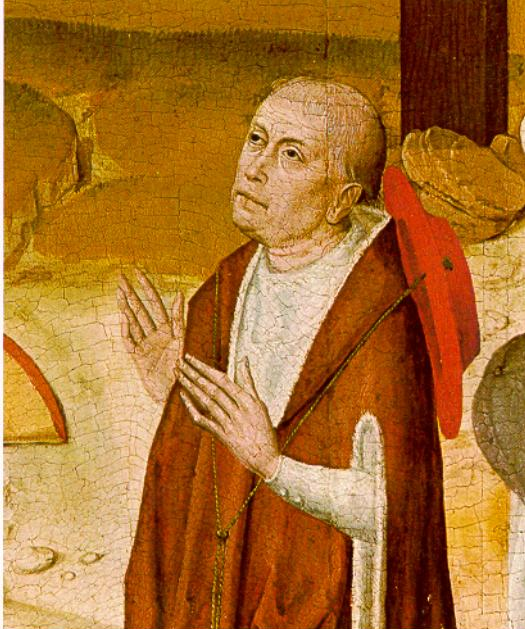
Nicola Cusano

Con la rinascita umanistica si iniziò a respirare un clima nuovo, grazie soprattutto all'opera del teologo e matematico Nicola Cusano (1401 – 1464) che tentò un punto di sintesi tra quelle due correnti teologiche. Egli infatti, ricorrendo al principio della «dotta ignoranza», conciliava il metodo argomentativo della scolastica con l'apofatismo estremo dei neoplatonici tardo-medievali: rifacendosi a Socrate, egli affermò che vero sapiente non è colui che possiede la verità, bensì colui che conosce la propria ignoranza, ed è quindi consapevole dei propri limiti. Non si può infatti essere consci della propria ignoranza senza avere già parzialmente o inconsciamente intravisto cos'è che non sappiamo. L'ignorante assoluto, viceversa, non ha neppure coscienza della propria ignoranza.
Il sapere umano è sempre congetturale, eppure Dio non è totalmente ignoto, ma anzi si riflette nell'uomo, che è dunque un microcosmo, un Dio in miniatura. Esiste cioè una corrispondenza tra le strutture intellettive divine e quelle umane, nonché tra queste e l'intelligenza oggettivata del cosmo. Dio è l'implicatio dell'Essere, mentre l'universo è la sua esplosione in grande. Si tratta di un Dio concepito dinamicamente, che si nasconde (Deus absconditus) nel dare origine al mondo, ma al quale ci si può innalzare grazie all'intelletto intuitivo, che rappresenta la dimensione "divina" dell'uomo, distinta dalla ragione: a differenza della logica razionale, infatti, che è limitata dal principio di non-contraddizione comune anche agli animali, l'intelletto può arrivare a intuire l'Uno, ossia la comune radice di tutto ciò che una volta esplicatosi nel mondo appare invece contraddittorio alla semplice ragione, riuscendo a coglierne unitariamente il molteplice tramite quella coincidentia oppositorum («coincidenza degli opposti») che è propria di Dio.
(Nicola Cusano, De docta ignorantia, I, 2-10)

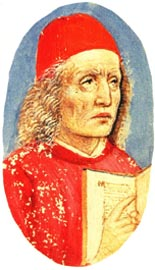
Marsilio Ficino

Con Cusano la teologia cristiana prese a svilupparsi anche al di fuori degli ambienti ecclesiastici, e segnò un deciso ritorno alla tradizione platonico-agostiniana come a quella aristotelica, anche se Aristotele appariva in genere meno ispirato. Marsilio Ficino, intitolando la sua opera più celebre Theologia platonica, unì Cristianesimo e platonismo in una «pia filosofia» antitetica alle correnti di pensiero atee e materialiste. L'anima, per Ficino, non è semplice forma del corpo, ma è immortale; la sua funzione è quella di incarnarsi per riunire lo spirito e la corporeità, Dio e la materia, che rappresentano i due estremi dell'universo.
(Marsilio Ficino, Theologia Platonica)

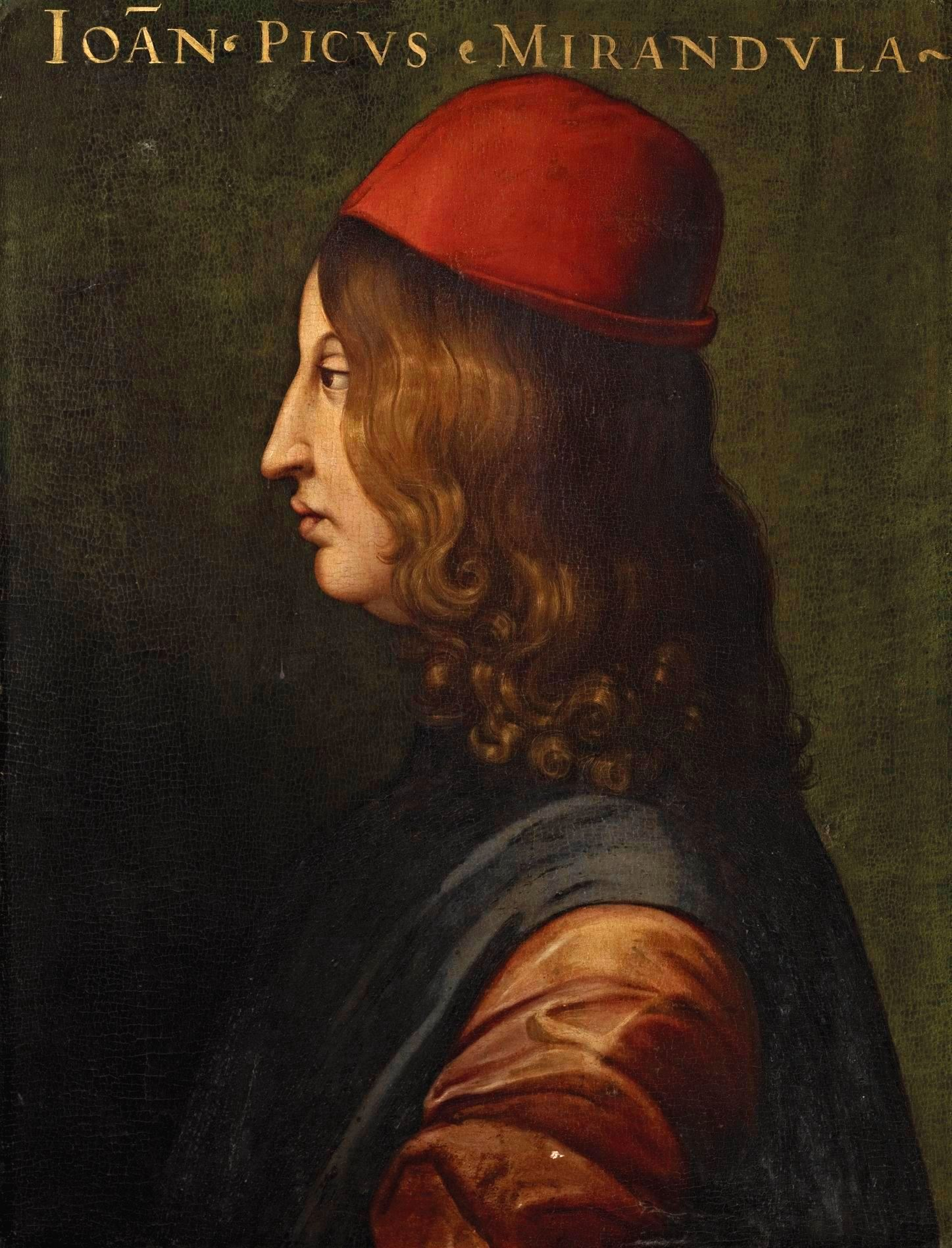
Pico della Mirandola

Come in Cusano, l'anima umana è dunque a immagine del suo Creatore; essa si trova al centro di quel movimento circolare attraverso il quale Dio si disperde nel mondo a causa del suo amore infinito, per poi produrre nuovamente negli uomini il desiderio di ricongiungersi a Lui.
Alla tradizione neoplatonica si ricollegò anche Pico della Mirandola, riconciliandola però con l'aristotelismo e con altri elementi culturali e religiosi, come l'ermetismo e la cabala ebraica, secondo un ideale di concordia universale. Non manca neppure in Pico la sottlineatura della centralità dell'uomo, al quale Dio ha donato la dignità di essere il libero artefice del proprio destino, non essendo egli né animale né angelo, ma potendo diventare l'uno o l'altro coltivando i «semi d'ogni sorta» che vi sono in lui:
(Giovanni Pico della Mirandola, Oratio de hominis dignitate)

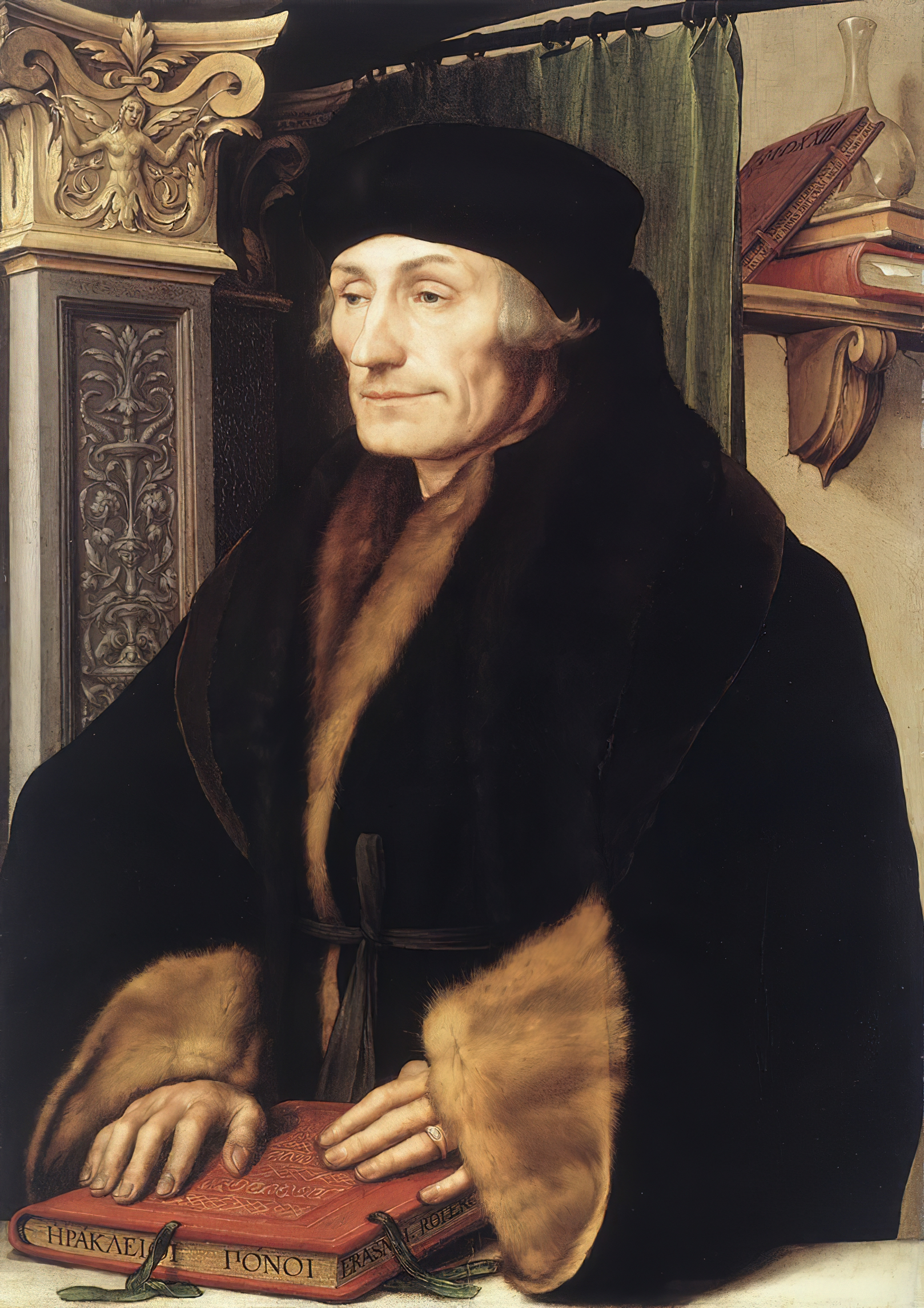
Erasmo da Rotterdam

Partendo invece da posizioni meno dottrinali e più attinenti all'aspetto della condotta pratica, Erasmo da Rotterdam si propose di riformare la Chiesa e la teologia per ricondurla al cristianesimo delle origini. Anche Erasmo ebbe comunque presenti i valori del mondo classico, da lui riassunti nell'ideale dell'humanitas, cioè della greca "filantropia" (l'amore per l'umanità), che andava secondo lui conciliata con la pietas, nucleo centrale del cristianesimo, che si doveva basare su una fede radicata nell'interiorità dell'animo. Egli predicò una tolleranza religiosa che facesse a meno di cacce all'eretico e di aspre contese critiche e dottrinali.
Per riformare e purificare la vita della fede, Erasmo elaborò quindi un progetto generale di riforma religiosa fondata su un'educazione culturale, volta a porre rimedio al pericolo di una teologia scolastica che gli sembrava impaludata in questioni inutili e distanti dalla prassi cristiana. Il suo progetto tuttavia naufragò di fronte all'avvento della Riforma di Lutero, contro cui Erasmo decise a malincuore di scontrarsi sul tema decisivo del libero arbitrio.

### Riforma e Controriforma
Recependo gli influssi della cultura nominalista che dominavano l'università di Erfurt, Martin Lutero operò un'interpretazione letterale di alcuni passi di San Paolo, come il seguente: «Noi riteniamo, infatti che l'uomo è giustificato per la fede, indipendentemente dalle opere della Legge».

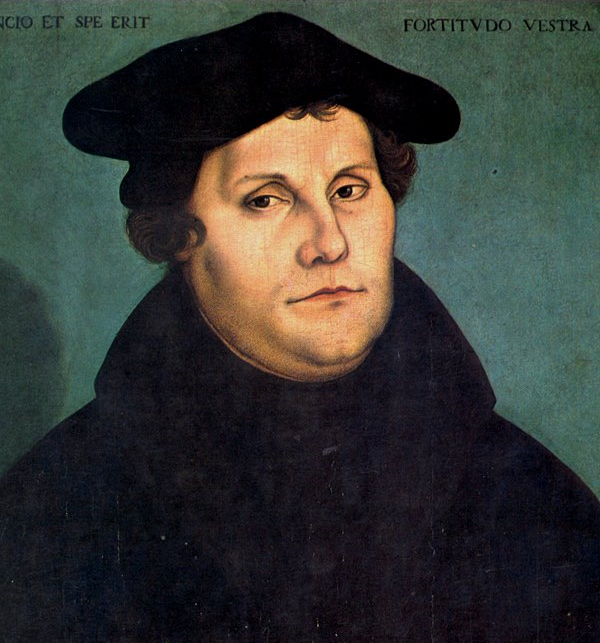
Martin Lutero

Lutero ne trasse la conseguenza che solo grazie alla fede, infusa dalla grazia divina, sia possibile la salvezza. Egli infatti intendeva il termine "giustificato" in senso letterale (iustum facere): essere resi giusti da ingiusti che siamo per natura, per via del peccato originale. Ne risultò la negazione del libero arbitrio. La sua dottrina, derivata in gran parte da quelle di Wycliff e di Hus, si fece quindi promotrice di una Riforma sintetizzabile nei seguenti punti:
- sacerdozio universale: per pregare Dio non serve il tramite del clero e dei sacramenti, poiché tra Lui e l'uomo c'è un contatto diretto;
- «libero esame»: l'uomo può accedere da solo alle Sacre Scritture e interpretarle secondo la propria coscienza.
- per guadagnare il paradiso non servono le buone opere, ma è sufficiente avere fede in Dio.

Lutero così fece propria la teoria della predestinazione secondo una linea di interpretazione che va da San Paolo ad Agostino. Respinse inoltre ogni intromissione nella teologia da parte della filosofia greca, non solo di Aristotele, ma anche di Platone. Le Sacre Scritture divennero per lui l'unica fonte della Rivelazione. Tuttavia altri esponenti della Riforma, tra cui spicca Filippo Melantone, si preoccuparono di dare una sistemazione dottrinale alle sue tesi proprio ricorrendo alla filosofia classica e umanistica. Ad esempio la Confessione augustana di Melantone è a tutt'oggi considerata uno dei testi base delle Chiese protestanti di tutto il mondo.
Con la Riforma luterana l'Europa venne accesa da una serie di dispute dottrinali che ruppero l'unità dei cristiani d'Occidente. Invano Erasmo si adoperò per ricomporre la frattura, sostenendo che il libero arbitrio è stato viziato ma non distrutto completamente dal peccato originale, e che senza un minimo di libertà da parte dell'uomo la giustizia e la misericordia divina diventano prive di significato. Le sue critiche a Lutero sono sintetizzabili nei seguenti punti, da lui esposti nel De libero arbitrio:
- Se l'essere umano non ha la facoltà di accettare o rifiutare liberamente la grazia divina che gli viene offerta, a che scopo nelle Scritture sono presenti ammonimenti e biasimi, minacce di castighi ed elogi dell'obbedienza?
- Se inoltre, come predicava Lutero, l'uomo non ha bisogno di chiese e organi intermediari tra sé e Dio, ma è in grado da solo di accedere ai contenuti della Bibbia essendo l'unico sacerdote di sé stesso, come si concilia questa supposta autonomia con la sua assoluta incapacità di scelta in ambito morale?

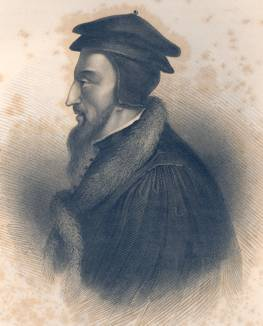
Giovanni Calvino

Lutero gli rispose nel De servo arbitrio in cui spiegò che l'uomo può avere una certa libertà in ambiti inferiori, ma è pur sempre Dio, quello absconditus della tradizione occamista, a spingerlo in direzione della dannazione o della salvezza. Quest'ultima era per lui più importante di qualsiasi libertà.
Alla concezione volontaristica di Dio aderì anche Giovanni Calvino, che radicalizzò il concetto di predestinazione fino a interpretarlo in un senso rigorosamente determinista. È la Provvidenza a guidare gli uomini, indipendentemente dai loro meriti, sulla base della prescienza e onnipotenza divina. L'uomo tuttavia può ricevere alcuni "segni" del proprio destino ultraterreno in base al successo o meno ottenuto nella propria vita politica ed economica.
A Calvino seguirono altri riformatori come Ulrico Zwingli, ma anche la Chiesa cattolica si fece promotrice di una propria "riforma", oggi nota col termine "Controriforma", per rimediare alla perdita dell'unità dei fedeli, e dare attuazione a quei processi di rinnovamento che erano comunque già da tempo presenti al suo interno, ad opera ad esempio di Girolamo Savonarola o dello stesso Erasmo da Rotterdam. L'espressione più compiuta della Controriforma avvenne nel Concilio di Trento, che stabilì i seguenti punti:

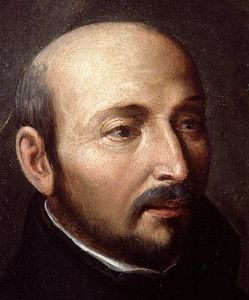
Ignazio di Loyola

- conferma del ruolo intermediario della Chiesa fra l'uomo e Dio;
- riconoscimento del merito salvifico non solo della fede, ma anche delle buone opere;
- riconferma del numero e del valore dei sacramenti;
- riaffermazione dell'esistenza del purgatorio.

Furono fondati anche nuovi ordini religiosi, tra cui la Compagnia di Gesù ad opera di Ignazio di Loyola. Questi elaborò, sperimentandolo in prima persona, un particolare metodo di preghiera e contemplazione, fondato sul discernimento: si trattava di una serie di esercizi spirituali (Ejercicios espirituales) basati sull'insegnamento della Seconda lettera ai Corinzi di Paolo di Tarso: «esaminate voi stessi, fate la prova su voi stessi». I geuiti contribuirono alla nascita di quel movimento teologico noto come Seconda scolastica, che si proponeva di far rivivere il pensiero medievale di Tommaso d'Aquino, oltre a quello greco di Aristotele, e in misura minore di Platone. Il principale esponente della nuova scolastica fu Francisco Suárez. Tra gli altri, anche Teresa d'Avila contribuì all'attività riformatrice della Chiesa, esprimendo l'importanza della meditazione e del raccoglimento interiore, nel quale l'estasi non dev'essere però un'esperienza di contemplazione fine a sé stessa, ma funzionale all'azione.

### Molinismo e giansenismo
Nel XVII secolo si assistette alla nascita della dottrina teologica giansenista, così chiamata dal nome del fondatore Giansenio (1585-1638), che si poneva a metà strada fra il protestantesimo e il cattolicesimo. Il proposito di Giansenio era quello di ricondurre la Chiesa cattolica alla dottrina originaria di Agostino d'Ippona, che egli riteneva in contrasto con la morale ecclesiastica gesuitica divenuta corrente, secondo cui invece la salvezza era sempre possibile per l'uomo dotato di buona volontà, stando all'insegnamento del gesuita spagnolo Luis de Molina (1535-1600), padre del cosiddetto molinismo.

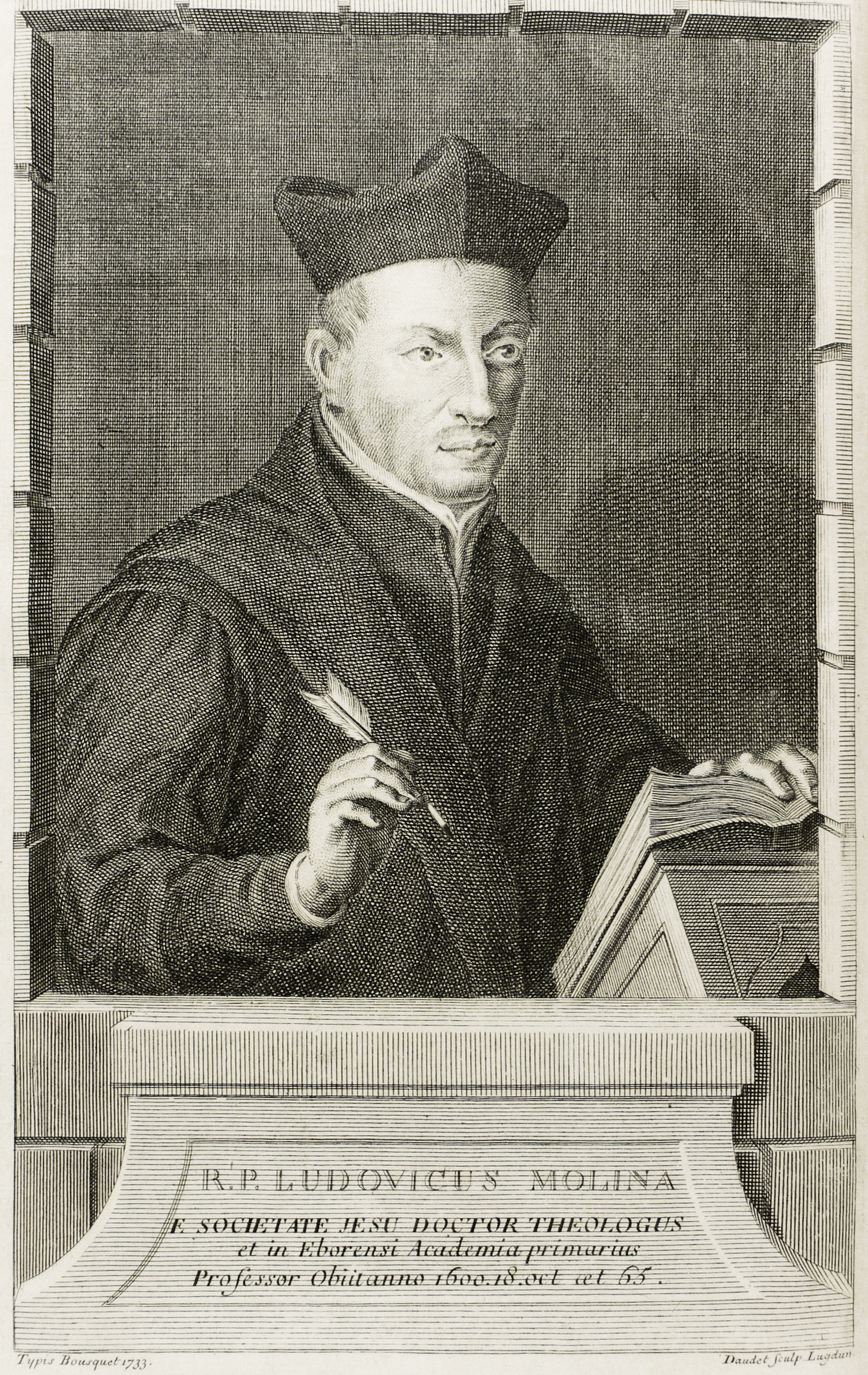
Luis de Molina

La posizione molinista si basava in particolare sui seguenti punti:
- la prescienza di Dio e la libertà umana sono compatibili, poiché Dio può ben prevedere nella sua onnipotenza la futura adesione dell'uomo alla grazia da lui elargita;
- questo piano di salvezza si attua per una valenza positiva attribuita alla libertà umana, in quanto neppure il peccato originale ha spento l'aspirazione dell'uomo alla salvezza.

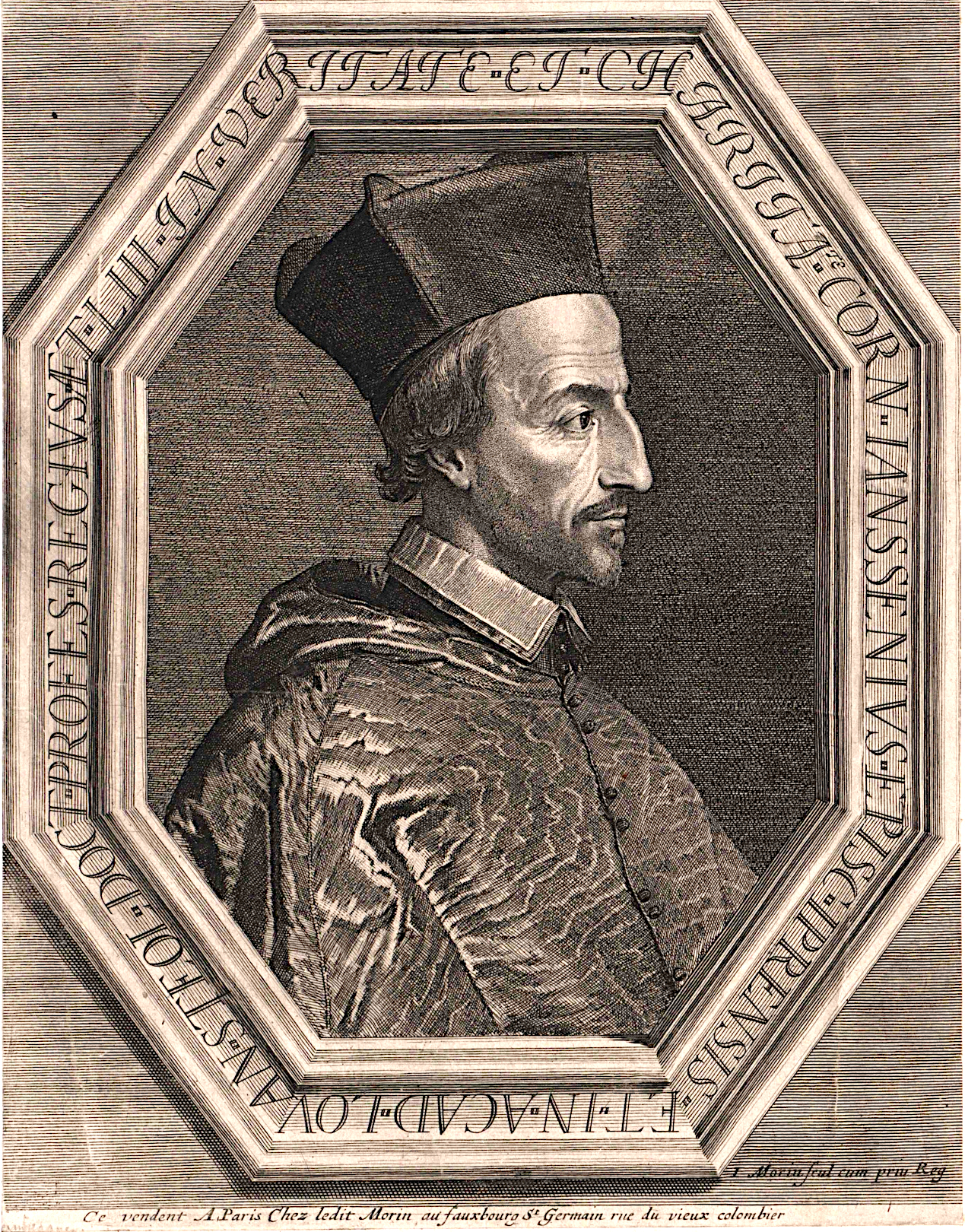
Giansenio

Il giansenismo riteneva invece che l'uomo sia corrotto dalla concupiscenza e che senza la grazia sia destinato a peccare e compiere il male; questa corruzione viene trasmessa ereditariamente. Il punto centrale del sistema di Sant'Agostino risiedeva per i Giansenisti nella differenza essenziale tra il governo divino della grazia prima e dopo la caduta di Adamo. All'atto della creazione Dio avrebbe dotato l'uomo di piena libertà e della «grazia sufficiente», ma questi l'aveva persa con il peccato originale. Allora Dio avrebbe deciso di donare, attraverso la morte e resurrezione di Cristo, una «grazia efficace» agli uomini da lui predestinati, resi giusti dalla fede e dalle opere. La questione portò a una serie di dispute tra i religiosi di Port-Royal e i gesuiti molinisti, risolte con il formulario Regiminis apostolicis.
Al giansenismo aderì tra gli altri Blaise Pascal, autore dei Pensieri, con cui si proponeva di compiere una poderosa apologia del Cristianesimo. La teologia di Pascal è incentrata su una profonda analisi della condizione umana, in rapporto alla verità divina rivelata dal Cristo:
(Blaise Pascal, Pensieri, 72)

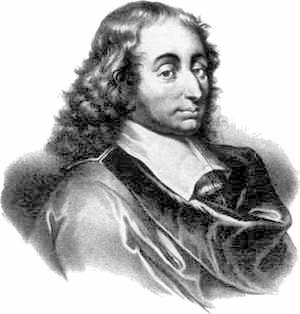
Blaise Pascal

La miseria dell'uomo, secondo Pascal, è di essere senza Dio; la sua natura è decaduta dalla natura immortale e divina in cui era nato, a causa del peccato originale. Solo l'infinita pienezza della religione può riempire l'infinito vuoto dell'animo umano, e, tra le tante, solo quella cristiana riesce a esprimere il senso della duplicità e della contraddizione in cui si dibatte l'essere umano. In polemica contro Cartesio, egli rimarcò la differenza fra un Dio che è pensato solamente come Architetto dell'universo, come Ente meccanico, e non come Essere libero, Padre degli uomini e nostro Salvatore, che opera nella storia per amore: 
(Blaise Pascal, Pensieri, 556)
Accanto allo spirito geometrico (esprit géométrique), l'uomo possiede uno spirito di finezza (esprit de finesse), senza il quale potrà conoscere, ma non sentire Dio, il Dio di Abramo, di Isacco e di Giacobbe.
(Blaise Pascal, Pensieri, 277)

La fede, per Pascal, nasce anche dalla pratica dell'esteriorità: coloro che non hanno fede dovrebbero comportarsi come se l'avessero, praticando riti e frequentando i Sacramenti per un certo tempo, finché alla fine, sottomessi ai dettami della fede, la fede stessa nascerà nei cuori, non perché essa sia frutto dell'abitudine, ma perché l'abitudine e l'umiltà preparano il cuore a riceverla, che è dono di Dio:
(Blaise Pascal, Pensieri, 233)

### La teologia nel pensiero moderno

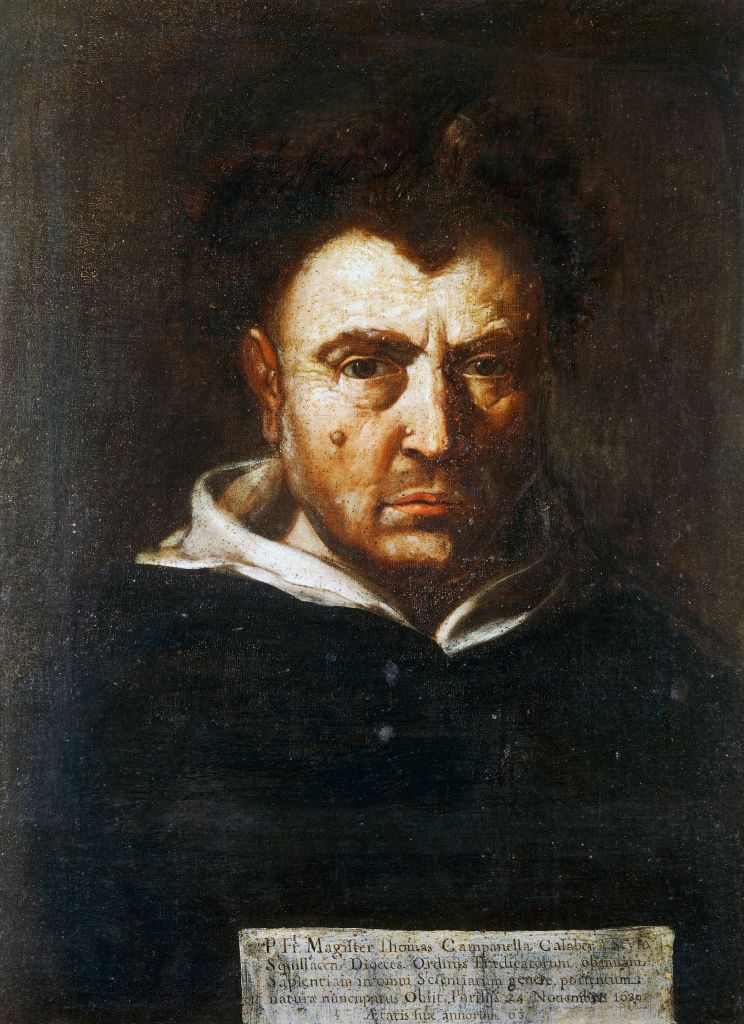
Tommaso Campanella

L'opera di Pascal rappresentò un modo nuovo di concepire la teologia dopo che la Riforma aveva messo in crisi i sistemi di pensiero scolastici e rinascimentali. Questi avevano comunque trovato un ultimo rappresentante in Tommaso Campanella (1568-1639), il quale aveva conciliato il realismo tomista con la tradizione agostiniana, accordandoli con una visione trinitaria di Dio che si esprime nelle tre «primalità»: Posse, Nosse, Velle (Potenza, Sapienza, Amore). Esse sono partecipate da Dio ad ogni creatura, ma è nell'uomo, fatto a Sua immagine e somiglianza, che il Creatore giunge a rivelarsi pienamente attraverso l'autocoscienza. Riprendendo Agostino, Campanella osservava questo: anche chi afferma di non sapere nulla, ha però coscienza di sé come di persona che non sa; e quindi conosce cosa sia il sapere e la verità, perché altrimenti non sarebbe neppure consapevole di ignorarli. Ne conseguì che il «conoscere è essere», ossia la conoscenza è condizione immediata del prodursi della realtà. Il recupero dell'autocoscienza può avvenire solo per mezzo della religione, che Campanella riteneva connaturata all'uomo e perciò intendeva anche in un'ottica naturalista; nella sua utopia della Città del Sole egli la vedeva realizzata nel Cristianesimo in tutta la sua autenticità, profondendosi in un'apologia della Chiesa cattolica e in una glorificazione di Cristo, re dell'universo e Ragione incarnata.
Conclusasi la stagione rinascimentale, se da un lato nacquero nuove correnti del misticismo come la teosofia di Böhme, in filosofia e in teologia tornò a prevalere un indirizzo di pensiero nominalista, esplicitamente rilanciato da autori come Thomas Hobbes. Si tornò a negare valore alle essenze universali, assimilate a semplici parole arbitrarie prive di fondamento ontologico, secondo una visione radicalmente meccanicistica. Anche Galileo Galilei, che pure accolse da Aristotele e Platone il modello deduttivo-matematico, progettò un'analisi dell'esperienza limitata agli aspetti quantitativi della realtà, rinunciando alla conoscenza delle qualità e delle essenze. Galilei sostenne inoltre che l'autorità religiosa andava separata da quella in ambito scientifico, attestandosi su posizioni oggi sostanzialmente condivise dai teologi cattolici, sin da allora tuttavia preoccupati che l'autonomia del metodo scientifico potesse sconfinare in una presunzione di superiorità sulla religione stessa.

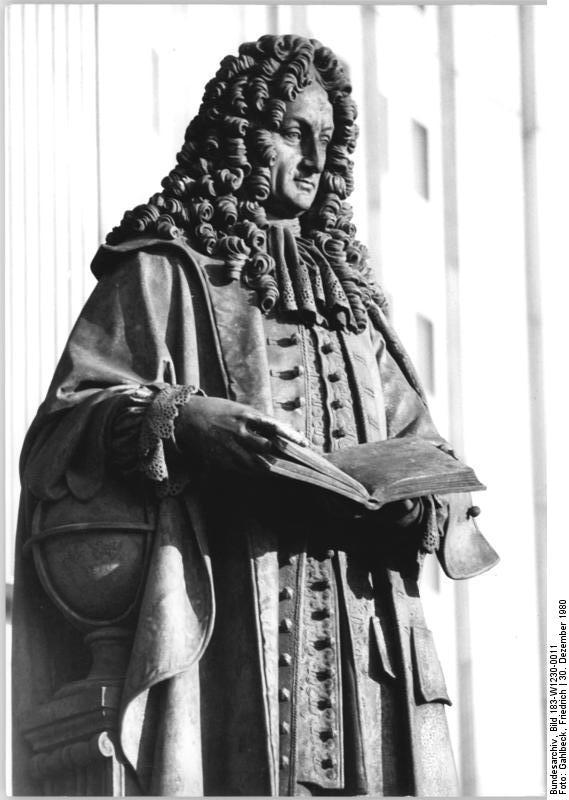
Gottfried Leibniz

Il compito di fondare un'autonomia della ragione fu assunto tra gli altri da Cartesio, il quale si fece portatore di una visione meccanicistica della natura ancora più radicale. Andando alla ricerca di un metodo a cui sottomettere ogni verità, egli si basò sul Cogito ergo sum per giungere alla dimostrazione di Dio come garante del metodo. La sua concezione, a cui Pascal rimproverò di strumentalizzare Dio per «dare un tocco al mondo», inaugurò il modo di pensare tipico del deismo, cioè di una religiosità che basandosi sulla ragione prescinde completamente da ogni rivelazione positiva. Anche Locke, pur contrapponendosi a Cartesio, vi aderì; convinto nominalista, egli giudicò infondate le idee di essenza e di sostanza, perché non ricavabili direttamente dall'esperienza. Ai vari tentativi di abolire in tal modo la metafisica tradizionale reagì Gottfried Leibniz, che rifacendosi alla teologia neoplatonica e aristotelica decretò il fallimento del meccanicismo; cercando al contempo di superare la visione deistica religiosa di Spinoza, egli l'accolse in un'ottica più propriamente cristiana, capace di conciliare l'unità spinoziana con una realtà pluralistica che salvaguardasse la libertà degli individui. L'Essere è per Leibniz suddiviso in un numero infinito di monadi, ossia "centri di forza" simili alle entelechie aristoteliche, le quali sono però tutte coordinate da Dio secondo un'armonia prestabilita, termine ripreso dalla teologia scolastica.
(Leibniz, Discorso di Metafisica, XVIII)
Dio è la monade suprema e riassume in sé, nella propria appercezione, le singole visuali di tutte le altre monadi. Fondando la Teodicea, ossia quella branca della teologia volta a studiare la giustizia divina in rapporto alla presenza del male nel mondo, Leibniz sostenne che Dio è assolutamente libero nel suo agire, eppure la Sua opera creatrice non è il risultato di un atto arbitrario; Dio ha scelto di creare il migliore dei mondi possibili per un'esigenza di moralità. Si tratta quindi di una razionalità superiore a quella meramente meccanica, che dà luogo a un finalismo nel quale anche il male trova la sua giustificazione: come elemento che nonostante tutto concorre al bene e che all'infinito si risolve in quest'ultimo.

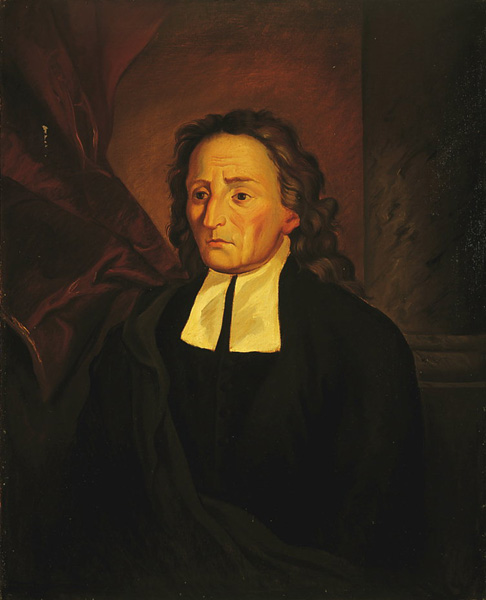
Giambattista Vico

Alla tradizione neoplatonico-aristotelica si rifece anche Giambattista Vico, secondo il quale il passaggio dal pensiero all'essere non può avvenire attraverso un metodo razionale come era in Cartesio, ma solo per via immediata, con la partecipazione e l'imitazione della mente divina, in cui si trovano quelle idee eterne che si sviluppano in divenire nella storia. Questa è guidata dalla Provvidenza, che in Vico sembra ricalcare quella di Plotino: essa infatti, per via del libero arbitrio degli uomini, non può impedire talora la regressione nella barbarie. Se guidata dalla Provvidenza, la ragione può aspirare alla scienza e alla verità su Dio, primus Factor, «comprensione di tutte le cause»: «Da tutto ciò che si è in quest'opera ragionato, è da finalmente conchiudersi che questa Scienza porta indivisibilmente seco lo studio della pietà, e che, se non siesi pio, non si può daddovero esser saggio».

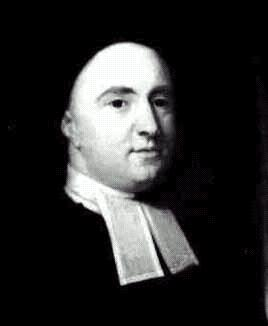
Berkeley

Da un diverso punto di vista invece l'empirista George Berkeley si proponeva di difendere i valori della religione cristiana: partendo da un nominalismo estremo, egli giunse su posizioni idealistiche negando consistenza alla stessa realtà materiale, poiché la riteneva un'astrazione ingiustificata. È Dio che fa sorgere in noi l'impressione delle percezioni: non esiste dunque altra realtà al di fuori di quella spirituale divina (esse est percipi).

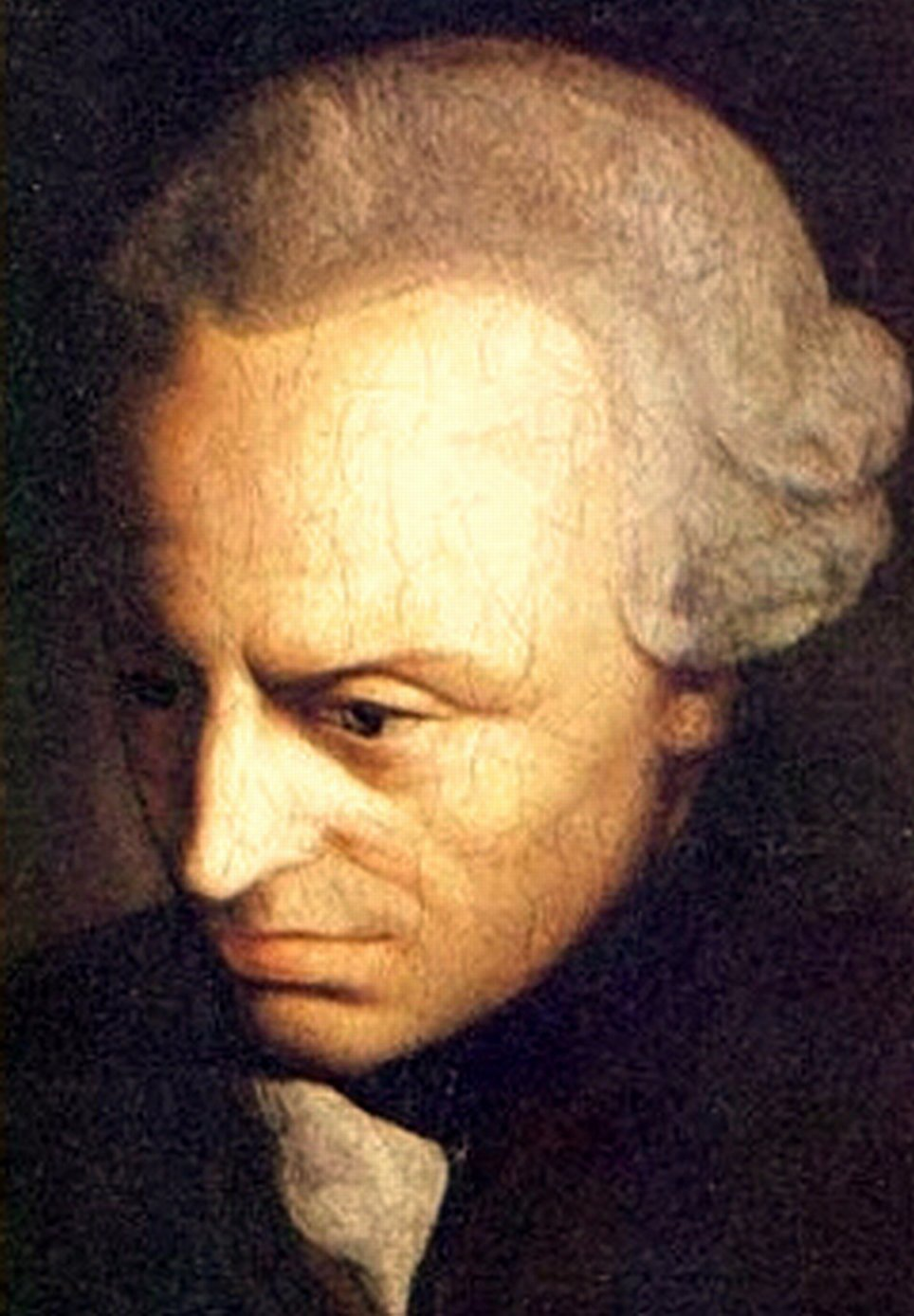
Kant

Di fronte all'esito scettico a cui giungerà l'empirismo anglosassone con David Hume, Kant ritenne, sulla scia di Galilei, che l'ambito della fede andasse slegato da quello della scienza. Concependo l'essere come un semplice quantificatore e non un predicato, nella Critica della ragion pura egli interpretava il cosmo alla stregua di un meccanismo sottomesso alle leggi dell'io penso, per il quale ogni realtà per poter essere conosciuta doveva prima entrare a far parte della nostra esperienza. Dio pertanto, non potendo essere sperimentato, venne assimilato a un puro ideale regolativo, che nella Critica della ragion pratica diventò un'esigenza psicologica da porre come postulato dell'agire etico, con il ruolo di dare compensazione alle ingiustizie terrene. Kant era sostanzialmente un deista che cercò di spiegare razionalmente i dogmi del cristianesimo, da lui ritenuta l'unica religione che potesse rientrare nell'alveo di quella naturale. Egli ad esempio assimilò il peccato originale all'inclinazione umana ad agire volontariamente contro la legge morale (male radicale).

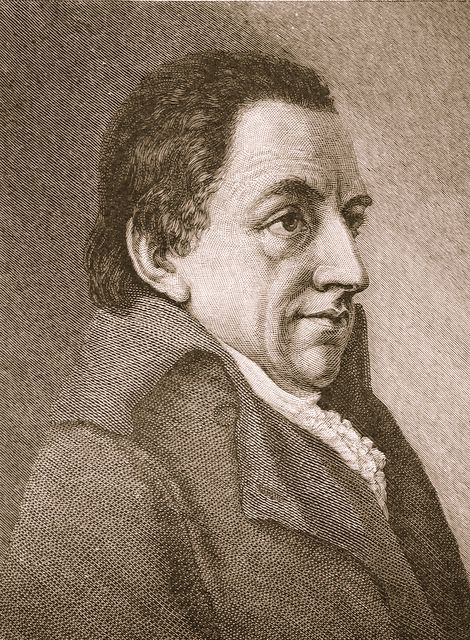
Fichte

Se durante l'illuminismo si assistette a una generale adesione al desimo sul modello kantiano, il romanticismo si aprì invece nel segno di una forte reazione a questa concezione. Johann Georg Hamann sostenne l'esigenza di un rapporto intimo e personale con Dio, che si esprime nei linguaggi come la poesia. Per Goethe la natura, lungi dall'essere un meccanismo, era piuttosto l'«abito vivente della divinità». Fichte, primo esponente dell'idealismo tedesco, pur aderendo all'impianto del criticismo kantiano, si accosterà sempre più ad una visione mistico-religiosa, fino a interpretare il proprio idealismo alla luce del Prologo di Giovanni: l'Io assoluto, che a differenza di Kant era per lui il fondamento non solo della conoscenza, ma anche dell'Essere, fu da Fichte assimilato a Dio Padre che si rivela attraverso il Logos, ossia la Sapienza di cui dispone l'uomo. Questo sapere, però, non fa cogliere l'Assoluto stesso, così da poterne dedurre ogni altra realtà, altrimenti l'idealismo stesso sarebbe creatore, poiché coinciderebbe con l'atto creativo di Dio. La filosofia invece si limita a ricostruire per via teorica le condizioni del prodursi della realtà. Il Logos di cui parla Giovanni è solo la manifestazione fenomenica di Dio, come del resto insegnava la teologia negativa dei neoplatonici; solo nell'agire morale, e quindi nella fede, l'idealismo trova il proprio fondamento rivelando la sua superiorità rispetto al realismo, ma proprio per questo esso deve naufragrare, oltre se stesso, nell'Uno assoluto, situato al di là di ogni sapere.
Seguendo Fichte, e respingendo gli approdi di Jacobi e Schleiermacher basati su una pura fede che rifiutava la ragione, Friedrich Schelling cercò di approfondire la struttura ontologica dell'Assoluto. Richiamandosi al neoplatonismo, Schelling vedeva nella Natura lo «specchio finito dell'infinito», dunque come un organismo vivente che si evolve dai gradi inferiori fino ad acquisire autocoscienza nell'uomo. Una concezione agli antipodi del meccanicismo, ripresa in parte dalla kantiana Critica del Giudizio.
(Schelling, Panorama della più recente letteratura filosofica)

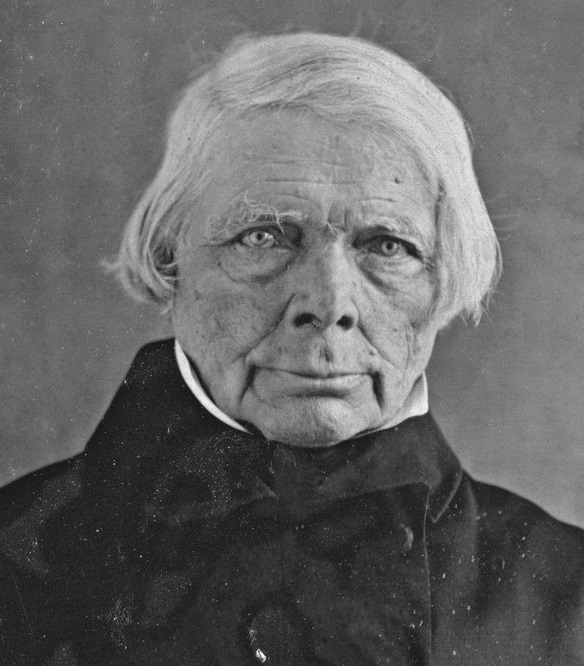
Friedrich Schelling

Conciliando criticismo e dogmatismo, Schelling vedeva inizialmente Dio come Indifferenza di Spirito e Natura, permeato da una polarità che ce lo presenta ora come trascendente, ora come immanente. L'Assoluto può essere colto solo al di sopra di una mediazione razionale, tramite intuizione intellettuale, o nel momento estetico dell'arte: concezione antitetica a quella hegeliana secondo cui invece la ragione stessa era Assoluta, attribuendosi il diritto di stabilire cosa è reale e cosa non lo è, sulla base dell'interazione logico-dialettica fra tesi antitesi e sintesi.
Schelling reagì al panlogismo panenteista di Hegel riaffermando i valori della trascendenza e della libertà. Ricollegandosi ai mistici cristiani come Jacob Böhme, giunse a imprimere una svolta decisiva alla teologia sostenendo che Dio non è un Essere statico ma in divenire, che in Lui è presente un aspetto oscuro e inconscio, e che il male non è semplice negatività o privazione come affermava l'agostinismo, ma possiede una sua positività: una positività che però non è neppure da intendersi in forma manichea come contrapposizione al bene. Il male è invece il risultato della libera volontà dell'uomo che ha scelto la strada della ribellione, mettendo in atto quella scissione che in Dio era presente in forma latente, seppure come possibilità già vinta. Il male inoltre, che sarebbe inspiegabile alla luce del sistema hegeliano imperniato sulla necessità, è tale proprio per la sua irrazionalità, eppure la ragione si deve sforzare di comprenderlo, con l'aiuto della fede. L'uomo infatti è un Dio decaduto, fatto a immagine del suo Creatore, ma nel quale traspare già la redenzione: questa si attua con la Rivelazione, che rappresenta l'aspetto storico di Dio, complementare a quello puramente logico-negativo della filosofia. Il Dio di Schelling dunque non è solamente filosofico, ma è un Dio vivente, Personale, che si rivela anche attraverso i miti pagani e infine pienamente con l'Incarnazione del Cristo, che non è una verità razionale mascherata come sosteneva Hegel, ma è per Schelling l'attestazione del carattere intimamente storico della religione cristiana. Poiché la ragione non può dominare l'Assoluto, ma essendone viceversa posseduta, essa deve sapersi aprire, con l'estasi, al dato empirico e all'esistenza, senza i quali essa girerebbe a vuoto.

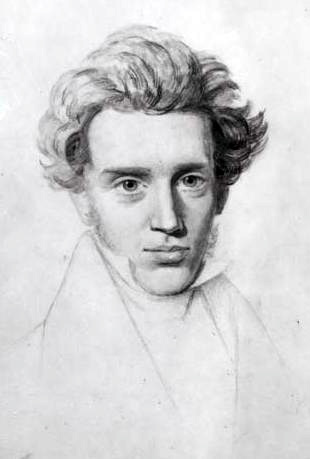
Søren Kierkegaard

Il richiamo all'esistenza venne fatto proprio da Søren Kierkegaard, che ammirando Socrate e Cristo sottolineò il divario esistente tra le categorie universali della logica, e la dimensione individuale del singolo uomo, irriducibile al pensiero razionale, la quale trova la propria condizione di autenticità solo al cospetto di Dio. Kierkegaard evidenziò la paradossalità e il senso del rischio propri della fede: il valore di questa consiste essenzialmente nella scelta, generatrice del sentimento dell'angoscia. Kierkegaard portava l'esempio di Abramo, che messo alla prova accetta contro ogni ragionevolezza di compiere il sacrificio del figlio Isacco, sospinto unicamente dalla sua fiducia in Dio. La vita religiosa è tale proprio in quanto va oltre gli stessi dettami dell'etica, comandando ciò che al nostro senso morale appare scandaloso; ma nell'attimo in cui si sceglie di affidarsi completamente a Dio, Egli restituisce un significato nuovo e più completo alle nostre azioni.
Inaugurando col suo esistenzialismo un nuovo tipo di teologia sperimentale, basato sullo studio delle tre modalità esistenziali che l'uomo può attraversare in vita, Kierkegaard ribadì più volte che il passaggio dall'una all'altra non avviene per una necessità dialettica, tipica della filosofia di Hegel: quest'ultimo riteneva di poter sanare le contraddizioni della realtà nella logica astratta dell'"et et", mentre a suo avviso esse sono lacerate da un drammatico "aut aut", di fronte al quale l'uomo si trova a sperimentare il senso del limite e dell'angoscia, che solo, tuttavia, può alla fine liberarlo dalla noia e dalla tentazione di «non scegliere» in cui cade facilmente colui che rimane fermo allo stadio edonistico-estetico.

### Teologia contemporanea
Schelling e Kierkegaard rappresentarono la reazione cristiana al sistema filosofico onnicomprensivo di Hegel, che escludendo la trascendenza dalla teologia aveva risolto ogni problematica metafisica entro l'orizzonte logico-immanente della realtà. I suoi seguaci si divisero fra la destra hegeliana da un lato, convinta che Hegel avesse inquadrato e convalidato filosoficamente i concetti essenziali del Cristianesimo quali l'immortalità dell'anima, Dio come Persona, la Trinità, e dall'altro la sinistra hegeliana, i cui esponenti ritenevano invece che lo Spirito assoluto hegeliano non avesse nulla a che fare coi dogmi cristiani, dato che lo stesso Hegel sembrava interpretare questi ultimi in forma simbolica. Fra costoro spiccarono Ludwig Feuerbach, il quale, pur esaltando l'ateismo come percorso di liberazione verso un nuovo umanesimo, individuò nel cristianesimo un contenuto positivo in grado di condurre alla vera essenza dell'uomo, essendo il Dio cristiano nient'altro che l'«ottativo del cuore», ossia proiezione del desiderio umano, da riscoprire capovolgendo la teologia in antropologia. Un altro esponente della sinistra hegeliana fu Karl Marx, che invece assolutizzando la storia accusò apertamente la teologia di essere una sovrastruttura culturale alienante che offuscherebbe la vera e oggettiva coscienza sociale che l'uomo avrebbe di sé come individuo storico.

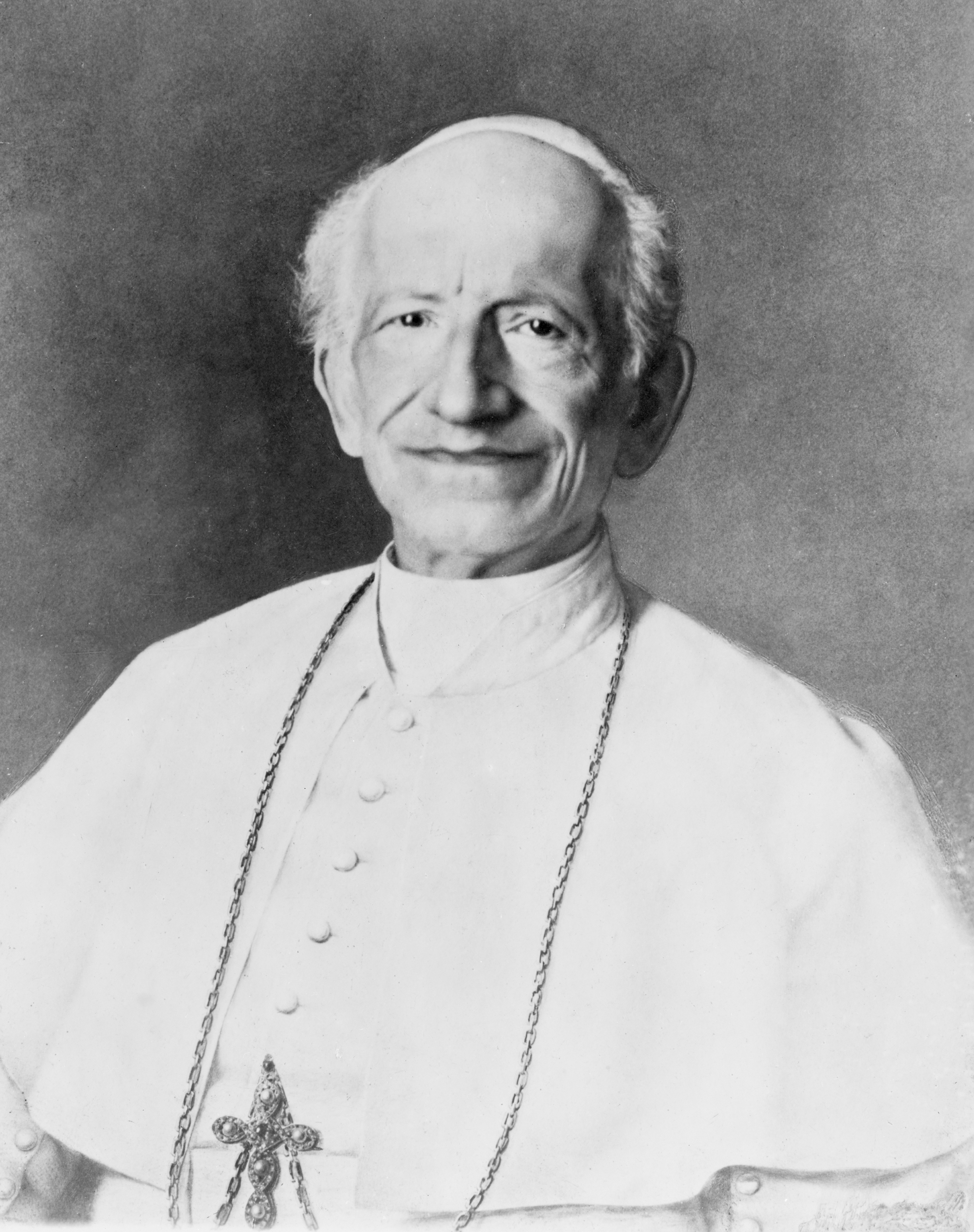
Papa Leone XIII

A partire dalla seconda metà dell'Ottocento la teologia cristiana subì anche gli attacchi del positivismo, che elevava la scienza a criterio supremo di conoscenza, in grado di dettare legge in tutti i campi, compresi quello morale e religioso. Da un altro punto di vista, Nietzsche negò che esistessero valori supremi di riferimento, ragion per cui il cristianesimo con la sua teologia metafisica sarebbe stata espressione di una volontà di potenza, avente origine da un sostanziale nichilismo di fondo. Per parte loro, anche le nuove scienze come la sociologia, la psicoanalisi freudiana, l'antropologia evoluzionista, furono portatrici di una visione atea del mondo, concependo la religione come fenomeno risultante da meccanismi sociali e psicologici. Fu per rispondere a queste nuove minacce che papa Leone XIII, con l'enciclica Aeterni Patris del 1879, promosse un movimento di ritorno alla filosofia tomistica, che venne detto perciò neoscolastico. Da esso prenderà le mosse la teologia cattolica contemporanea, che si configura quindi come un tentativo di risposta alla crisi occidentale del sistema dei valori cristiani.
I maggiori pensatori neoscolastici del Novecento furono in particolare Jacques Maritain ed Étienne Gilson, i quali si proposero di rivalutare la teologia metafisica con il suo orizzonte trascendente, difendendola dai giudizi negativi del positivismo. D'altro lato combatterono le istanze idealistiche eccessivamente incentrate sul soggetto proprie delle filosofie di Cartesio e di Kant, in favore di una rivalutazione del realismo. I nuovi teologi si mostrarono in genere più propensi ad un raffronto con le critiche di Feuerbach che non di Marx, il cui ateismo era ritenuto una conseguenza di quello feuerbachiano: essi tentarono di mostrare l'opinabilità del presupposto di Feuerbach secondo cui era necessario negare Dio perché si compisse la liberazione dell'uomo. Veniva inoltre respinta ogni forma di modernismo teologico che cercasse un compromesso tra il cristianesimo e le eresie dell'epoca moderna.
Sul piano filosofico Martin Heidegger, pur appropriandosi della critica radicale di Nietzsche alla metafisica occidentale, vedeva nella sua volontà di potenza il compimento di quello stesso atteggiamento metafisico e nichilista volto ad antropomorfizzare l'Essere, che già con Hegel secondo lui aveva avuto il suo culmine. Negando la possibilità di una teologia "naturale", Heidegger riteneva che la filosofia debba servire soltanto a delimitare lo spazio del sacro, ma non può in alcun modo occuparsi dei contenuti della fede, col pericolo di ridurre Dio a una nozione filosofica: la teologia per lui è «scienza di ciò che è disvelato nella fede, cioè di ciò che è creduto». Quella di Heidegger si accostava pertanto alla teologia negativa dei mistici neoplatonici, in particolare per ciò che riguarda il tema della Parusia cristiana, che concepisce Dio come absconditus, nascosto, ma che si attua nella storia, «dando» se stesso attraverso il tempo. E il momento di questo rivelarsi e al contempo ritrarsi dell'Essere è identificato da Heidegger come ereignis, l'evento. L'uomo è «progetto» calato nell'esistenza che ha il dovere di custodire e rivelare l'Essere, il cui senso è andato smarrito a causa della manipolazione dell'ente operata dalla tecnica, e che, come in Kierkegaard, solo l'angoscia della dimensione autentica della scelta può consentire di ritrovare.

#### Teologia protestante

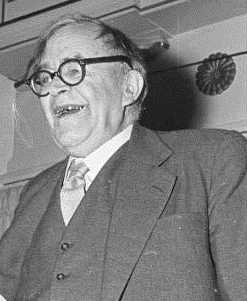
Karl Barth

Nel frattempo, in ambito protestante, dopo che nell'Ottocento era prevalsa la cosiddetta teologia liberale, formulata da autori come Ritschl, Harnack, Troeltsch, che tendevano a presentare il cristianesimo come il più alto compimento di tutte le espressioni culturali dell'uomo, si assistette nel Novecento a un rovesciamento radicale di questa prospettiva ad opera di Karl Barth, secondo cui Dio è il Totalmente Altro rispetto ad ogni realtà puramente umana. La differenza e l'alterità sostanziale tra sacro e profano, salvezza e dannazione, fede e ragione, è alla base della sua teologia dialettica, secondo cui l'unico modo per parlare di Dio consiste nel lasciarLo parlare, attraverso le Scritture. In tal modo Barth svuotava di significato la stessa vicenda storica umana, ritenendo che l'intervento della grazia dipendesse da un'impenetrabile volontà di Dio, avulsa da ogni contesto..
A differenza di Karl Barth, che riduceva Dio a pura negazione di ogni domandare umano, Paul Tillich sostenne invece che l'alterità tra uomo e Dio non andasse radicalizzata, ma concepita come mutua relazione; la teologia è per lui una posizione «di frontiera», che intende Dio come la «profondità dell'essere» nascosta all'interno delle varie dimensioni culturali umane. Per Tillich, il Dio di Abramo, Isacco e Giacobbe coincide con il Dio dei filosofi. A un tentativo di sintesi tra la teologia dialettica di Barth e la teologia liberale giunse quindi Rudolf Bultmann: ferma restando l'assoluta trascendenza di Dio, Bultmann ritenne che l'uomo possa aprirsi alla fede grazie ad un'anteriore comprensione di sé e della propria esistenza. Questa pre-comprensione che egli propone sulla scia di Heidegger, va unita ad una demitologizzazione dei testi sacri, che sappia distinguere nella Bibbia tra il mito, che tende a rappresentare la trascendenza in forma antropomorfica, e il kerigma, che costituisce il vero annuncio della salvezza.
Andando oltre Barth, Dietrich Bonhoeffer, dalla cui opera trasse spunto la teologia protestante del secondo dopoguerra, sostenne che al giorno d'oggi occorreva prendere atto della definitiva scomparsa del sacro dal mondo, ma che non era il Dio cristiano a morire, bensì il Dio della religione e degli orpelli sacri, divenuto ormai improponibile. Rifacendosi a lui, anche altri teologi riconobbero gli aspetti positivi della secolarizzazione, ritenuti una conseguenza del fatto che Dio, presentandosi come semplice uomo in Cristo, si era per primo spogliato della sua stessa divinità.

#### Teologia cattolica
Più attenta alla tradizione fu la teologia cattolica, che a differenza di quella protestante non presenta isolate personalità di spicco, bensì scuole e correnti di pensiero. Le questioni maggiormente affrontate riguardarono l'esigenza di rinnovare l'immagine della Chiesa come luogo della presenza del Cristo nell'eucaristia, uno studio della Rivelazione più attinente alla teologia kerigmatica, e il rapporto tra Dio e le dimensioni concrete della storia. Oltre ai già citati Maritain e Gilson, che si espressero in favore di un cristianesimo umanistico, Yves Congar propose una Chiesa intesa non tanto come istituzione, bensì come comunità di salvezza. Discostandosi dall'indirizzo tomistico prevalente, Pierre Teilhard de Chardin cercò una sintesi tra la fede nelle leggi del mondo e dell'evoluzione, e la fede in Dio.
Altri lavori come quelli del domenicano Marie-Dominique Chenu, di Karl Rahner, fautore di una «svolta antropologica», di Hans Urs von Balthasar, che esortava la Chiesa a rinnovarsi, prepararono il terreno al Concilio Vaticano II, che fece registrare un acceso dibattito sui temi del rapporto con le realtà terrena e dei problemi della secolarizzazione, oltre a determinare un sempre più marcato ecumenismo. Ad un'accentuazione del carattere escatologico del cristianesimo nel senso progressivo del termine contribuì la cosiddetta «teologia della speranza», che fece propri elementi politici e utopistici; ad essa seguirono, con impostazioni diverse, la teologia della liberazione, sorta in Sudamerica, che accoglieva gran parte dell'impianto ideologico marxista, la teologia nera e africana.

## Le discipline teologiche
La teologia cristiana contemporanea si è suddivisa e organizzata in varie discipline, che riprendono e sviluppano i trattati fondamentali e tradizionali.
In molti seminari cristiani, i cinque indirizzi principali della teologia sono:
1. Teologia fondamentale (apologetica)
2. Teologia biblica
3. Teologia storica
4. Teologia sistematica o dogmatica
5. Teologia pratica

I cinque rami possono essere ulteriormente suddivisi nel seguente modo:
- Teologia fondamentale:
  - Apologetica
  - Teologia della rivelazione
- Teologia biblica:
  - Studi biblici (analisi dei contenuti delle Scritture)
  - Introduzione biblica (contesto e modalità della stesura della Bibbia)
  - Canone (come i diversi libri della Bibbia vengono riuniti insieme)
  - Teologia biblica (come la rivelazione divina si è rivelata all'interno della Bibbia)
- Teologia storica (studio di come la teologia cristiana si sviluppa nella storia):
  - Il periodo patristico (I - VIII secolo)
  - I Padri anti-niceni (I - III secolo)
  - I Padri niceni (IV secolo)
  - I Padri post-niceni (V- VIII secolo)
  - Il Medioevo (VIII - XVI secolo)
  - Riforma protestante e Controriforma (XVI - XVIII secolo)
  - L'età moderna (XVIII - XXI secolo)
- Teologia sistematica:
  - Prolegomena (Principi base)
  - Teologia base
  - L'esistenza di Dio
  - Gli attributi di Dio
  - La Trinità
  - Creazione
  - Provvidenza
  - Cristologia
  - Pneumatologia (dottrina riguardo allo Spirito Santo)
  - Antropologia teologica
  - Soteriologia (dottrina della Salvezza)
  - Giustificazione
  - Santificazione
  - Ecclesiologia
  - Mariologia
  - Escatologia
- Teologia pratica:
  - Teologia morale
  - Teologia pastorale
  - Liturgia
  - Omiletica
  - Catechetica
  - Educazione cristiana
  - Missiologia
  - Ecumenismo

Ulteriori ambiti possono riguardare la teologia mistica, la teosofia, e la distinzione di Tommaso d'Aquino tra la teologia soggettiva ed oggettiva.